# Rugby en España 1984
En  1983-1984 se juega la segunda temporada de División de Honor con el mismo sistema que el año anterior, es decir, torneos clasificatorios regionales antes del 31 de diciembre y liga a una sola vuelta en la segunda parte de la temporada. Iba a ser el último año con ese sistema, ya que habría ascensos y descensos para configurar las ligas nacionales de 1985. También sería el último año de la 2.ª división, que para racionalizar el sistema, los grupos de esta división se convertirán en ligas regionales, controladas y organizadas por las federaciones territoriales. Se recuperan algunos torneos con modificaciones: la Copa Ibérica, ahora también con categoría juvenil y el Campeonato de Selecciones Regionales, con un novedoso sistema de competición.

La selección nacional se debe enfrentar a grandes retos este año, comienza en septiembre con su participación en los Juegos Mediterráneos de 1983 de Casablanca en Marruecos. En octubre se realiza una mini-gira por Gales con jóvenes jugadores en prueba para la selección. Pero es con la llegada del nuevo seleccionador nacional, Ángel Luis Jiménez (entrenador del Olímpico RC) da un salto de calidad, para obtener el campeonato y el ascenso en el torneo de la FIRA y con la organización al final de temporada de una gira por Zimbabue en la que se consiguen 3 victorias, una de ellas en un test-match contra la selección local.

En los temas administrativos se da una importante novedad que puede afectar en gran medida a la financiación del rugby español. Hasta el momento, los desplazamientos y dietas de los clubs para participar en ligas nacionales estaban subvencionadas con unas ayudas por kilometraje, que permitían a muchos clubes hacer frente a los gastos en viajes. Sin embargo en una resolución del Secretario de Estado del CSD se comunica la cuantía de las subvenciones al deporte de ese año para todas las federaciones nacionales, y se informa que:

"..., el Consejo Superior de Deportes quiere llamar la atención de las diferentes Federaciones sobre la necesidad de reducir lo que se denominan Ligas Nacionales a ámbitos en que los clubes participantes sean autosuficientes para atender a los gastos que ocasione la competición."

Informando también de los conceptos que podrían ser objeto de subvención (promoción, deporte de elite, formación. ...) y entre ellos no estaban las ayudas a los presupuestos de desplazamiento a los clubes, exceptuando las categorías de promoción y en eventos nacionales. Esto significaba para muchos clubes un recorte importante en sus ingresos y por tanto un replanteamiento de su participación en ligas nacionales que exijan desplazamientos. Es también una de las razones para eliminar la liga nacional de 2.ª división, no subvencionable y convertirla en ligas regionales con probable subvención autonómica.

CUADRO DE HONOR
| TORNEO                                               | CAMPEÓN                      | SUBCAMPEÓN                     |
| ---------------------------------------------------- | ---------------------------- | ------------------------------ |
| II Campeonato Nacional División de Honor             | Unió Esportiva Santboiana    | Hernani Club de Rugby          |
| XVII Campeonato Nacional 1ª División                 | Club de Rugby Cisneros       | CDU Valladolid                 |
| XVII Campeonato Nacional 1.ªD (Grupo Norte)          | Gernika Rugby Taldea         | Iruña Rugby Club               |
| XVII Campeonato Nacional 1.ªD (Grupo Levante)        | Club Natació Barcelona       | Club Natació Montjuïc          |
| XVII Campeonato Nacional 1.ªD (Grupo Centro-Sur)     | Club de Rugby Cisneros       | Olímpico Rugby Club            |
| XVII Campeonato Nacional 1.ªD (Grupo Noroeste)       | CDU Valladolid               | Pipol's Rugby Club             |
| LI Copa de S.M. El Rey                               | Club Deportivo Arquitectura  | Futbol Club Barcelona          |
| XXVIII Copa F.E.R.                                   | Club de Rugby Ciencias       | Munguía Rugby Taldea           |
| XXI Campeonato España Juvenil                        | Futbol Club Barcelona        | Club Deportivo Lourdes         |
| XI Campeonato España Cadete                          | Gaztedi Rugby Taldea         | Tatami Rugby Club              |
| Campeonato España Selecciones Regionales             | Cataluña                     | Euzkadi                        |
| XIII Campeonato de Liga 2.ªD G-I (País Vasco)        | Munguia Rugby Taldea         | Hernani Club de Rugby          |
| XIII Campeonato de Liga 2.ªD G-II (Aragón)           | C.D. Veterinaria Zaragoza    | Seminario de Tarazona          |
| XIII Campeonato de Liga 2.ªD G-III (Cataluña)        | G.E.i.E.G.-Gerona            | Club Natació Poble Nou         |
| XIII Campeonato de Liga 2.ªD G-IV (Valencia)         | U.E.R. Moncada               | Valencia Rugby Club            |
| XIII Campeonato de Liga 2.ªD G-V (Andalucía)         | Club de Rugby Ciencias       | CAR Portaceli                  |
| XIII Campeonato de Liga 2.ªD G-VI (Extremadura)      | Universitario Badajoz        | CAR Cáceres                    |
| XIII Campeonato de Liga 2.ªD G-VII (Madrid)          | Club Español Urogallos (CEU) | Club de Rugby Karmen           |
| XIII Campeonato de Liga 2.ªD G-VIII (Castila y León) | CD Universitario Salamanca   | Club Diego Porcelos Burgos     |
| XIII Campeonato de Liga 2.ªD G-IX (Asturias)         | Lauro Rugby Club             | Económicas Oviedo              |
| XIII Campeonato de Liga 2.ªD G-X (Cantabria)         | Estudiantes Rugby Club       | Sociedad Deportiva Torrelavega |
| XIII Campeonato de Liga 2.ªD G-XI (Galicia)          | Rugby Universitario Santiago | Marina Ferrol Club de Rugby    |
| Liga Vasca 1.º cat.                                  | Getxo Rugby Taldea           | Iruña Rugby Club               |
| Liga Catalana 1.ª Cat.                               | Unió Esportiva Santboiana    | Futbol Club Barcelona          |
| Liga Comunidad Valenciana 1.ª Cat.                   | CEU Alicante                 | La Safor Rugby Club            |
| Campeonato Liga de Madrid                            | Club Deportivo Arquitectura  | Club de Rugby Cisneros         |
| II Copa de Madrid                                    | Olímpico Rugby Club          | Club de Rugby Filoamorós       |
| IX Juegos Mediterráneos Casablanca                   | Selección de rugby de España | 4ª posición                    |
| Copa FIRA 2.ª División                               | Selección de rugby de España | Campeón                        |
| VIII Copa Ibérica Senior                             | CDU Lisboa                   | Valencia Rugby Club            |
| I Copa Ibérica Juvenil                               | Club Deportivo Arquitectura  | Clube Rugby São Miguel         |

## Torneos Clasificación a Ligas Nacionales
|  | Clasificado para Fase Final        |
|  | Clasificado para División de Honor |
|  | Clasificado para 1.ª División      |
|  | Clasificado para 2.ª División      |

### Torneo del País Vasco
El torneo vasco de 1.ª categoría daría los 3 puestos de División de Honor, 5 puestos de 1.ª División y los dos últimos estarían relegados a la 2.ª División. Participaban en él, los equipos de DH y 1ªD del año 1983, en una liga a una sola vuelta. Para completar los 3 puestos restantes de 1ª División y los 10 de 2ª que quedaban, se organizaron también torneos provinciales, este año con la incorporación de Navarra, en un tornero separado de Guipúzcoa. 

Entre los clubes había alguna novedad, con la presencia por primera vez de un equipo riojano (Rugby Club Rioja de Logroño) que jugará en la liga navarra. El Atlético San Sebastián había tenido una escisión y varios de sus jugadores fundaron el Bera Bera Rugby Taldea, que en esta primera temporada se conocía como Atlético Bera Bera. El nombre, Bera-Bera (Abajo-abajo en castellano) hace referencia a una zona residencial del barrio de Ayete en San Sebastián, donde reside el club. También en San Sebastián, el Zaharrean Rugby Taldea (también Parte Vieja Rugby Club) se convierte en la sección de rugby del Club Deportivo Fortuna, fundado en 1909 como club polideportivo con numerosas secciones y vocación de impulsar el deporte de base.
|     |                             |   |   |   |     |  |  |  |  |  |  |  |  |  |  |  |  |  |
| Pos | Equipo                      | V | E | D | Pts |  |  |  |  |  |  |  |  |  |  |  |  |  |
| 1º  | Getxo Rugby Taldea          | 8 | 0 | 1 | 16  |  |  |  |  |  |  |  |  |  |  |  |  |  |
| 2º  | Hernani Rugby Club          | 8 | 0 | 1 | 16  |  |  |  |  |  |  |  |  |  |  |  |  |  |
| 3º  | Club Atlético San Sebastián | 7 | 0 | 2 | 14  |  |  |  |  |  |  |  |  |  |  |  |  |  |
| 4º  | Gernika Rugby Taldea        | 6 | 0 | 3 | 12  |  |  |  |  |  |  |  |  |  |  |  |  |  |
| 5º  | Club Deportivo Fortuna      | 5 | 0 | 4 | 10  |  |  |  |  |  |  |  |  |  |  |  |  |  |
| 6º  | Rugby Club Irún             | 4 | 0 | 5 | 8   |  |  |  |  |  |  |  |  |  |  |  |  |  |
| 7º  | Bilbao Rugby Club           | 4 | 0 | 5 | 8   |  |  |  |  |  |  |  |  |  |  |  |  |  |
| 8º  | Ordizia Rugby Elkartea      | 3 | 0 | 6 | 6   |  |  |  |  |  |  |  |  |  |  |  |  |  |
| 9º  | Munguía Rugby Taldea        | 1 | 0 | 8 | 2   |  |  |  |  |  |  |  |  |  |  |  |  |  |
| 10º | Universitario Bilbao        | 0 | 0 | 9 | 0   |  |  |  |  |  |  |  |  |  |  |  |  |  |

| Guipuzcoa | Guipuzcoa                | Vizcaya | Vizcaya                 | Navarra | Navarra                           |
| --------- | ------------------------ | ------- | ----------------------- | ------- | --------------------------------- |
| 1º        | Club Deportivo Zarautz   | 1º      | Elorrio Rugby Taldea    | 1º      | Iruña Rugby Club                  |
| 2º        | Hernani Rugby Club B     | 2º      | Kakarraldo Rugby Taldea | 2º      | C.R. Universitario Navarra (CRUN) |
| 3º        | Atlético San Sebastián B | 3º      | Getxo Rugby Taldea B    | 3º      | Rugby Club Rioja                  |
| 4º        | Rugby Club Irún B        | 4º      | Bilbao Rugby Club B     | 4º      | Hilarión Eslava Burlada           |
| 5º        | Mondragón Rugby Taldea   | 5º      | Sarriko Rugby Taldea    |         |                                   |
| 6º        | Atlético Bera Bera R.T.  | 6º      | Gernika Rugby Taldea B  | Álava   | Álava                             |
| 7º        | Club Deportivo Fortuna B |         |                         | 1º      | Gaztedi Rugby Taldea              |
| 8º        | Ordizia Rugby Elkartea   |         |                         | 2º      | Abance Rugby Taldea               |
| 9º        | Eibar Rugby Taldea       |         |                         | 3º      | Kirrinka Rugby Taldea             |

### Torneo de Cataluña
Se hizo un grupo de 7 equipos para buscar la clasificación de los 3 primeros para División de Honor. Los otros 4 más dos equipos de la segunda categoría formarian en el grupo levante de 1ª División. El resto de equipos no clasificados serían el Grupo catalán de 2ª División.
|     |                                   |   |   |    |     |  |  |  |  |  |  |  |  |  |  |  |  |  |
| Pos | Equipo                            | V | E | D  | Pts |  |  |  |  |  |  |  |  |  |  |  |  |  |
| 1º  | Unió Esportiva Santboiana         | 9 | 0 | 1  | 18  |  |  |  |  |  |  |  |  |  |  |  |  |  |
| 2º  | Futbol Club Barcelona             | 8 | 0 | 2  | 16  |  |  |  |  |  |  |  |  |  |  |  |  |  |
| 3º  | Rugby Club Cornellà               | 7 | 0 | 3  | 14  |  |  |  |  |  |  |  |  |  |  |  |  |  |
| 4º  | Club Natació Barcelona            | 5 | 0 | 5  | 10  |  |  |  |  |  |  |  |  |  |  |  |  |  |
| 5º  | Club Natació Montjuïc             | 4 | 0 | 6  | 8   |  |  |  |  |  |  |  |  |  |  |  |  |  |
| 6º  | Barcelona Universitari Club (BUC) | 2 | 0 | 8  | 4   |  |  |  |  |  |  |  |  |  |  |  |  |  |
| 7º  | Club Esportiu Universitari        | 0 | 0 | 10 | 0   |  |  |  |  |  |  |  |  |  |  |  |  |  |

|     |                              |   |   |   |     |  |  |  |  |  |  |  |  |  |  |  |  |  |
| Pos | Equipo                       | V | E | D | Pts |  |  |  |  |  |  |  |  |  |  |  |  |  |
| 1º  | Unió Esportiva Bellvitge     | 5 | 1 | 0 | 11  |  |  |  |  |  |  |  |  |  |  |  |  |  |
| 2º  | Unió Esportiva Santboiana B  | 5 | 0 | 1 | 10  |  |  |  |  |  |  |  |  |  |  |  |  |  |
| 3º  | Bonanova Rugby Club          | 3 | 1 | 2 | 7   |  |  |  |  |  |  |  |  |  |  |  |  |  |
| 4º  | VPC Rugby Andorra            | 3 | 0 | 3 | 6   |  |  |  |  |  |  |  |  |  |  |  |  |  |
| 5º  | G.E.i.E.G.-Gerona            | 2 | 1 | 3 | 5   |  |  |  |  |  |  |  |  |  |  |  |  |  |
| 6º  | Club Natació Poble Nou       | 1 | 1 | 4 | 3   |  |  |  |  |  |  |  |  |  |  |  |  |  |
| 7º  | Futbol Club Barcelona B      | 0 | 0 | 6 | 0   |  |  |  |  |  |  |  |  |  |  |  |  |  |
| 8º  | Club Natació Barcelona B     | 1 | 1 | 4 | 3   |  |  |  |  |  |  |  |  |  |  |  |  |  |
| 9º  | Real Club Deportivo Español  | 0 | 0 | 6 | 0   |  |  |  |  |  |  |  |  |  |  |  |  |  |
| 10º | Club de Rugby Atlético Cassá | 1 | 1 | 4 | 3   |  |  |  |  |  |  |  |  |  |  |  |  |  |
| 11º | Club Esportiu Universitari B | 0 | 0 | 6 | 0   |  |  |  |  |  |  |  |  |  |  |  |  |  |

### Torneo de Madrid
En el torneo Madrileño tendría el mismo sistema del año anterior, con tres grupos de 4 clubes que formarán dos grupos de seis. En el grupo A se jugarán las 3 plazas de División de honor y 3 plazas de 1ª. En el grupo B las dos plazas restante de 1ª y el resto de 2ª, completada por los 4 primeros del Torneo B.
|     |                        |   |   |   |     |     |     |  |  |  |  |  |  |  |  |  |  |  |  |  |  |  |  |  |
| Pos | Equipo                 | V | E | D | F   | C   | Pts |  |  |  |  |  |  |  |  |  |  |  |  |  |  |  |  |  |
| 1º  | CAU-Madrid             | 3 | 0 | 0 | 162 | 16  | 6   |  |  |  |  |  |  |  |  |  |  |  |  |  |  |  |  |  |
| 2º  | Olímpico R.C.          | 2 | 0 | 1 | 87  | 50  | 4   |  |  |  |  |  |  |  |  |  |  |  |  |  |  |  |  |  |
| 3º  | C.D. Acantos           | 1 | 0 | 2 | 19  | 91  | 2   |  |  |  |  |  |  |  |  |  |  |  |  |  |  |  |  |  |
| 4º  | A.D. Ing. Industriales | 0 | 0 | 3 | 21  | 116 | 0   |  |  |  |  |  |  |  |  |  |  |  |  |  |  |  |  |  |

|     |                   |   |   |   |     |     |     |  |  |  |  |  |  |  |  |  |  |  |
| Pos | Equipo            | V | E | D | F   | C   | Pts |  |  |  |  |  |  |  |  |  |  |  |
| 1º  | C.D. Arquitectura | 3 | 0 | 0 | 155 | 20  | 6   |  |  |  |  |  |  |  |  |  |  |  |
| 2º  | Canoe N.C.        | 2 | 0 | 1 | 120 | 57  | 4   |  |  |  |  |  |  |  |  |  |  |  |
| 3º  | C.E. Urogallos    | 1 | 0 | 2 | 21  | 115 | 2   |  |  |  |  |  |  |  |  |  |  |  |
| 4º  | Liceo Francés     | 0 | 0 | 3 | 21  | 157 | 0   |  |  |  |  |  |  |  |  |  |  |  |

|     |                |   |   |   |     |     |     |  |  |  |  |  |  |  |  |  |  |  |
| Pos | Equipo         | V | E | D | F   | C   | Pts |  |  |  |  |  |  |  |  |  |  |  |
| 1º  | C.M. Cisneros  | 3 | 0 | 0 | 102 | 23  | 6   |  |  |  |  |  |  |  |  |  |  |  |
| 2º  | Teca R.C.      | 2 | 0 | 1 | 58  | 49  | 4   |  |  |  |  |  |  |  |  |  |  |  |
| 3º  | C.D. Filosofía | 1 | 0 | 2 | 66  | 29  | 2   |  |  |  |  |  |  |  |  |  |  |  |
| 4º  | C.R. Karmen    | 0 | 0 | 3 | 18  | 123 | 0   |  |  |  |  |  |  |  |  |  |  |  |

|     |                   |   |   |    |     |  |  |  |  |  |  |  |  |  |  |  |  |  |
| Pos | Equipo            | V | E | D  | Pts |  |  |  |  |  |  |  |  |  |  |  |  |  |
| 1º  | C.D. Arquitectura | 9 | 0 | 1  | 18  |  |  |  |  |  |  |  |  |  |  |  |  |  |
| 2º  | CAU-Madrid        | 6 | 0 | 4  | 12  |  |  |  |  |  |  |  |  |  |  |  |  |  |
| 3º  | Canoe N.C.        | 6 | 0 | 4  | 12  |  |  |  |  |  |  |  |  |  |  |  |  |  |
| 4º  | C.M. Cisneros     | 5 | 0 | 5  | 10  |  |  |  |  |  |  |  |  |  |  |  |  |  |
| 5º  | Olímpico R.C.     | 4 | 0 | 6  | 8   |  |  |  |  |  |  |  |  |  |  |  |  |  |
| 6º  | Teca R.C.         | 0 | 0 | 10 | 0   |  |  |  |  |  |  |  |  |  |  |  |  |  |

|     |                        |   |   |   |     |  |  |  |  |  |  |  |  |  |  |  |  |  |
| Pos | Equipo                 | V | E | D | Pts |  |  |  |  |  |  |  |  |  |  |  |  |  |
| 1º  | C.D. Filosofía         | 8 | 0 | 2 | 16  |  |  |  |  |  |  |  |  |  |  |  |  |  |
| 2º  | Liceo Francés          | 8 | 0 | 2 | 16  |  |  |  |  |  |  |  |  |  |  |  |  |  |
| 3º  | C.E. Urogallos         | 6 | 0 | 4 | 12  |  |  |  |  |  |  |  |  |  |  |  |  |  |
| 4º  | C.R. Karmen            | 6 | 0 | 4 | 12  |  |  |  |  |  |  |  |  |  |  |  |  |  |
| 5º  | A.D. Ing. Industriales | 1 | 0 | 7 | 2   |  |  |  |  |  |  |  |  |  |  |  |  |  |
| 6º  | Club Deportivo Acantos | 1 | 0 | 7 | 2   |  |  |  |  |  |  |  |  |  |  |  |  |  |

| Madrid Torneo B | Madrid Torneo B               |
| --------------- | ----------------------------- |
| 1º              | Club Deportivo Arquitectura B |
| 2º              | Colegio Mayor Cisneros B      |
| 3º              | Olímpico Pozuelo Rugby Club B |
| 4º              | CAU Madrid Rugby Club B       |
| 5º              | XV Caurrozas                  |
| 6º              | Teca Rugby Club B             |
| 7º              | Canoe Natación Club B         |
| 8º              | C.R. Filoamorós B             |
| 9º              | Liceo Francés B               |
| 10º             | C.E. Urogallos B              |
| 11º             | Club de Rugby Cosa Rosa       |
| 12º             | Club de Rugby Karmen B        |
| 13º             | A.D. Ing. Industriales B      |

### Torneo de Valencia
Cambia el sistema en Valencia, no habría fase previa y los 9 equipos mejor clasificados en la tempoirada anterior jugarán por los 3 puestos de División de Honor. El San Roque a perder finalmente el partido de promoción, quedaría en 1º División junto a Les Abelles. El resto (del 5º al 9º) formarán la 2ª división, con tres clasificados del grupo de Alicante.

|     |                         |   |   |   |     |  |  |  |  |  |  |  |  |  |  |  |  |  |
| Pos | Equipo                  | V | E | D | Pts |  |  |  |  |  |  |  |  |  |  |  |  |  |
| 1º  | Valencia Rugby Club     | 8 | 0 | 0 | 16  |  |  |  |  |  |  |  |  |  |  |  |  |  |
| 2º  | Tatami Rugby Club       | 7 | 0 | 1 | 14  |  |  |  |  |  |  |  |  |  |  |  |  |  |
| 3º  | San Roque Club de Rugby | 6 | 0 | 2 | 12  |  |  |  |  |  |  |  |  |  |  |  |  |  |
| 4º  | C.P. Les Abelles        | 4 | 0 | 4 | 8   |  |  |  |  |  |  |  |  |  |  |  |  |  |
| 5º  | U.E.R. Moncada          | 3 | 0 | 5 | 6   |  |  |  |  |  |  |  |  |  |  |  |  |  |
| 6º  | Xè-15 Valencia          | 3 | 0 | 5 | 6   |  |  |  |  |  |  |  |  |  |  |  |  |  |
| 7º  | CAU Rugby Valencia      | 3 | 0 | 5 | 6   |  |  |  |  |  |  |  |  |  |  |  |  |  |
| 8º  | Cullera Rugby Club      | 2 | 0 | 6 | 4   |  |  |  |  |  |  |  |  |  |  |  |  |  |
| 9º  | Burjasot Rugby Club     | 0 | 0 | 8 | 0   |  |  |  |  |  |  |  |  |  |  |  |  |  |

|     |                        |   |   |   |     |  |  |  |  |  |  |  |  |  |  |  |  |  |
| Pos | Equipo                 | V | E | D | Pts |  |  |  |  |  |  |  |  |  |  |  |  |  |
| 1º  | Orihuela Rugby Club    | 6 | 0 | 0 | 12  |  |  |  |  |  |  |  |  |  |  |  |  |  |
| 2º  | Elche Club de Rugby A  | 5 | 0 | 1 | 10  |  |  |  |  |  |  |  |  |  |  |  |  |  |
| 3º  | U.R.E.S.-78            | 4 | 0 | 2 | 8   |  |  |  |  |  |  |  |  |  |  |  |  |  |
| 4º  | C.E.U. Alicante        | 3 | 0 | 3 | 6   |  |  |  |  |  |  |  |  |  |  |  |  |  |
| 5º  | Elche Club de Rugby B  | 2 | 0 | 4 | 4   |  |  |  |  |  |  |  |  |  |  |  |  |  |
| 6º  | Murcia Rugby Club      | 1 | 0 | 5 | 2   |  |  |  |  |  |  |  |  |  |  |  |  |  |
| 7º  | Villajoyosa Rugby Club | 0 | 0 | 6 | 0   |  |  |  |  |  |  |  |  |  |  |  |  |  |

### Torneos clasificación para 1ª División Nacional (Otras territoriales)
En el resto de territoriales no se juegan plazas de División de Honor, pero los torneos son clasificatorios para 1ª y 2ª.

En Sevilla se juegan 1 plaza para el grupo Centro-Sur de 1ª división y las 6 plazas siguientes para 2ª división.

En Granada se juegan 1 plaza para el grupo Centro-Sur de 1ª división y 2 plazas para 2ª División

En Asturias hay en juego 2 plazas para el grupo Noroeste de 1ª División y el resto para 2ª.

En Valladolid 4 plazas para el grupo Noroeste de 1ª División y el resto para 2ª.

En el inter-provincial de Castilla para 2ª.

En Cantabria 2 plazas para el grupo Noroeste de 1ª División y el resto para 2ª.

| Sevilla | Sevilla                     | Granada | Granada               | Asturias | Asturias                      | Valladolid | Valladolid                   | Castilla | Castilla              | Cantabria | Cantabria                      |
| ------- | --------------------------- | ------- | --------------------- | -------- | ----------------------------- | ---------- | ---------------------------- | -------- | --------------------- | --------- | ------------------------------ |
| 1º      | C.R. Divina Pastora         | 1º      | CD Univº Granada A    | 1º       | Real Sporting de Gijón        | 1º         | CDU-Valladolid               | 1º       | C.D.U. Salamanca      | 1º        | Universitario R.C.             |
| 2º      | Sevilla Futbol Club         | 2º      | Universitario Córdoba | 2º       | Pipol's Rugby Club            | 2º         | Club Deportivo Lourdes       | 2º       | León Rugby Club       | 2º        | Independiente R.C.             |
| 3º      | Ciencias de Sevilla         | 3º      | Granada Club de Rugby | 3º       | C.D. Económicas Oviedo        | 3º         | Club Deportivo San José      | 3º       | Diego Porcelos Burgos | 3º        | Estudiantes R.C.               |
| 4º      | Medicina Sevilla            | 4º      | CD Univº Granada B    | 4º       | Lauro Club de Rugby           | 4º         | Club Deportivo El Salvador   | 4º       | Zamora Rugby Club     | 4º        | Independiente R.C. B           |
| 5º      | Club Amigos del Rugby (CAR) | 4º      | Derecho Málaga        | 5º       | C.A.U. Oviedo                 | 5º         | Club Deportivo El Salvador B |          |                       | 5º        | Sociedad Deportiva Torrelavega |
| 6º      | CR Atlético Portuense       |         |                       | 6º       | Asociación Atlética Avilesina | 6º         | CDU-Valladolid B             |          |                       | 6º        | Cantabria R.C.                 |
| 7º      | Atalaya Huelva              |         |                       |          |                               |            |                              |          |                       | 7º        | Reinosa R.C.                   |
| 8º      | Medicina Cádiz              |         |                       |          |                               |            |                              |          |                       |           |                                |

## IIº Campeonato Nacional de Liga División de Honor (Trofeo Camel)

### Equipos Clasificados
Tras los torneos clasificatorios de las federaciones territoriales, se clasificaron en primera instancia para la División de Honor los siguientes clubs:
| Federación | Campeón                     | Subcampeón                  | Tercero              |
| ---------- | --------------------------- | --------------------------- | -------------------- |
| Madrid     | Club Deportivo Arquitectura | CAU Madrid Rugby Club       | Canoe N.C.           |
| Cataluña   | Futbol Club Barcelona       | Unió Esportiva Santboiana   | Rugby Club Cornellà  |
| País Vasco | Hernani Rugby Club          | Club Atlético San Sebastián | Getxo Rugby Taldea   |
| Valencia   | Valencia Rugby Club         | Tatami Rugby Club           | San Roque Rugby Club |

En 1983/84 la División de Honor aumenta a 10 equipos, por lo que de los 12 clasificados se debían eliminar 2 terceros, siendo las eliminatorias Cataluña-Madrid, País Vasco-Valencia. Sin embargo, el San Roque estima que no está capacitado para la categoría y renuncia al partido de promoción, por lo que el Getxo accede al puesto sin oposición. 
| Ciudad                                                         | Local              | Resultado | Visitante            |
| -------------------------------------------------------------- | ------------------ | --------- | -------------------- |
| 8 de enero de 1984                                             |                    |           |                      |
| Madrid                                                         | Canoe N.C.         | 6-22      | Rugby Club Cornellà  |
| Guecho                                                         | Getxo Rugby Taldea | 6-0 np    | San Roque Rugby Club |
| Clasificados para DH: Rugby Club Cornellà y Getxo Rugby Taldea |                    |           |                      |

De nuevo el Canoe quedaba fuera de la máxima categoría, así como el Cisneros y el Olímpico los otros dos equipos madrileños de primera fila. Por lo demás la división estaba bien conformada con los mejores equipos del panorama nacional, tal vez echando de menos a algún equipo de Valladolid o de la zona noroeste que no estaba representada en esta liga. Por otro lado los otros grandes ausentes del primer torneo (Hernani, FC Barcelona y CAU) conseguían participar por primera vez en la división.

El sistema de torneos clasificatorios iniciales se abandonará en la temporada 1984-1985, por lo que en esta temporada se vuelve al sistema habitual de ascensos/descensos. Así los dos últimos clasificados (9º y 10º) descenderán directamente a sus grupos de 1ª nacional y sus puestos serán ocupados por el Campeón y Subcampeón de 1ª.

### Resultados
La derrota del campeón (Valencia) en la primera jornada en Hernani y la victoria de los valencianos frente a Arquitectura mostraba que la liga iba a ser muy abierta y disputada, y con nuevos protagonistas. Santboiana se dejó un punto en su visita a Madrid frente a Arquitectura y CAU eran los líderes hasta el 4 de marzo, que comenzaría un periodo dedicado a los partidos internacionales. Pero en esa 5.ª jornada, Santboi dio un paso al frente al vencer al CAU por 7-6, que les deja al frente de la clasificación en solitario por un punto. A la vuelta del parón a principios de abril los resultados continuaron en la misma tónica, Santboiana delante y CAU en su persecución a 1 punto. Sin embargo fue Hernani quien apuntilló la liga, ganando al CAU en la penúltima jornada y permitiendo que la Santboiana se proclamara campeón de liga por primera vez en su larga historia. El club decano de España y que siempre había estado en la élite de la liga conseguía por fin su primer título, bien merecido, tras 13 temporadas en la máxima categoría (no participó en la primera de 1969-1970).
| Resultados División de Honor       | Resultados División de Honor | Resultados División de Honor | Resultados División de Honor |
| Ciudad                             | Local                        | Resultado                    | Visitante                    |
| ---------------------------------- | ---------------------------- | ---------------------------- | ---------------------------- |
| 1ª Jornada (15 de enero de 1984)   |                              |                              |                              |
| Barcelona                          | Futbol Club Barcelona        | 6-19                         | Unió Esportiva Santboiana    |
| Cornellá                           | Rugby Club Cornellà          | 21-13                        | Getxo Rugby Taldea           |
| Hernani                            | Hernani Rugby Club           | 4-0                          | Valencia Rugby Club          |
| Madrid                             | Club Deportivo Arquitectura  | 84-4                         | Tatami Rugby Club            |
| Madrid                             | CAU Madrid Rugby Club        | 27-3                         | Club Atlético San Sebastián  |
| 2ª Jornada (29 de enero de 1984)   |                              |                              |                              |
| San Sebastián                      | Club Atlético San Sebastián  | 20-6                         | Futbol Club Barcelona        |
| Guecho                             | Getxo Rugby Taldea           | 4-13                         | Unió Esportiva Santboiana    |
| Hernani                            | Hernani Rugby Club           | 22-0                         | Rugby Club Cornellà          |
| Valencia                           | Valencia Rugby Club          | 16-6                         | Club Deportivo Arquitectura  |
| Valencia                           | Tatami Rugby Club            | 3-31                         | CAU Madrid Rugby Club        |
| 3ª Jornada (5 de febrero de 1984)  |                              |                              |                              |
| Guecho                             | Getxo Rugby Taldea           | 13-9                         | Futbol Club Barcelona        |
| San Baudilio                       | Unió Esportiva Santboiana    | 14-9                         | Hernani Rugby Club           |
| Cornellá                           | Rugby Club Cornellà          | 18-7                         | Club Deportivo Arquitectura  |
| Madrid                             | CAU Madrid Rugby Club        | 15-12                        | Valencia Rugby Club          |
| Valencia                           | Tatami Rugby Club            | 6-51                         | Club Atlético San Sebastián  |
| 4ª Jornada (19 de febrero de 1984) |                              |                              |                              |
| Guecho                             | Getxo Rugby Taldea           | 3-17                         | Club Atlético San Sebastián  |
| Barcelona                          | Futbol Club Barcelona        | 29-7                         | Hernani Rugby Club           |
| Madrid                             | Club Deportivo Arquitectura  | 12-12                        | Unió Esportiva Santboiana    |
| Cornellá                           | Rugby Club Cornellà          | 8-20                         | CAU Madrid Rugby Club        |
| Valencia                           | Tatami Rugby Club            | 9-59                         | Valencia Rugby Club          |
| 5ª Jornada (4 de marzo de 1984)    |                              |                              |                              |
| Hernani                            | Hernani Rugby Club           | 13-6                         | Getxo Rugby Taldea           |
| Madrid                             | Club Deportivo Arquitectura  | 19-21                        | Futbol Club Barcelona        |
| San Baudilio                       | Unió Esportiva Santboiana    | 7-6                          | CAU Madrid Rugby Club        |
| Cornellá                           | Rugby Club Cornellà          | 76-0                         | Tatami Rugby Club            |
| San Sebastián                      | Club Atlético San Sebastián  | 14-6                         | Valencia Rugby Club          |
| 6ª Jornada (1 de abril de 1984)    |                              |                              |                              |
| San Sebastián                      | Club Atlético San Sebastián  | 0-7                          | Hernani Rugby Club           |
| Guecho                             | Getxo Rugby Taldea           | 6-10                         | Club Deportivo Arquitectura  |
| Barcelona                          | Futbol Club Barcelona        | 10-15                        | CAU Madrid Rugby Club        |
| Valencia                           | Tatami Rugby Club            | 0-46                         | Unió Esportiva Santboiana    |
| Valencia                           | Valencia Rugby Club          | 13-9                         | Rugby Club Cornellà          |
| 7ª Jornada (8 de abril de 1984)    |                              |                              |                              |
| Hernani                            | Hernani Rugby Club           | 12-10                        | Club Deportivo Arquitectura  |
| Madrid                             | CAU Madrid Rugby Club        | 36-7                         | Getxo Rugby Taldea           |
| Barcelona                          | Futbol Club Barcelona        | 94-0                         | Tatami Rugby Club            |
| San Baudilio                       | Unió Esportiva Santboiana    | 12-4                         | Valencia Rugby Club          |
| San Sebastián                      | Club Atlético San Sebastián  | 9-6                          | Rugby Club Cornellà          |
| 8ª Jornada (15 de abril de 1984)   |                              |                              |                              |
| Madrid                             | Club Deportivo Arquitectura  | 13-14                        | Club Atlético San Sebastián  |
| Hernani                            | Hernani Rugby Club           | 19-7                         | CAU Madrid Rugby Club        |
| Guecho                             | Getxo Rugby Taldea           | 54-9                         | Tatami Rugby Club            |
| Valencia                           | Valencia Rugby Club          | 6-12                         | Futbol Club Barcelona        |
| San Baudilio                       | Unió Esportiva Santboiana    | 10-3                         | Rugby Club Cornellà          |
| 9ª Jornada (8 de abril de 1984)    |                              |                              |                              |
| Madrid                             | CAU Madrid Rugby Club        | 16-0                         | Club Deportivo Arquitectura  |
| Valencia                           | Tatami Rugby Club            | 7-79                         | Hernani Rugby Club           |
| Valencia                           | Valencia Rugby Club          | 19-6                         | Getxo Rugby Taldea           |
| Barcelona                          | Futbol Club Barcelona        | 3-14                         | Rugby Club Cornellà          |
| San Baudilio                       | Unió Esportiva Santboiana    | 26-7                         | Club Atlético San Sebastián  |

| Local \ Visitante | ARQ   | ASS   | CAU   | COR  | FCB   | GTX   | HER  | SAN   | TAT  | VAL   |
| ----------------- | ----- | ----- | ----- | ---- | ----- | ----- | ---- | ----- | ---- | ----- |
| C.D. ARQUITECTURA | —     | 13–14 |       |      | 19–21 |       |      | 12–12 | 84–4 |       |
| Club ATLÉTICO SS  |       | —     |       | 9–6  | 20–6  |       | 0–7  |       |      | 14–6  |
| CAU Madrid R.C.   | 16–0  |       | —     |      |       | 36–7  |      | 27–3  |      | 15–12 |
| R.C. CORNELLÀ     | 7–11  |       | 8–20  | —    |       | 21–23 |      |       | 76–0 |       |
| F.C. BARCELONA    |       |       | 10–15 | 3–14 | —     |       | 29–7 | 6–19  | 94–0 |       |
| GETXO R.T.        | 6–10  | 3–17  |       |      | 13–9  | —     |      | 4–13  | 54–9 |       |
| HERNANI R.C.E.    | 12–10 |       | 19–7  | 22–0 |       | 13–6  | —    |       |      | 4–0   |
| U.E. SANTBOIANA   |       | 26–7  | 7–6   | 10–3 |       |       | 14–9 | —     |      | 12–4  |
| TATAMI R.C.       |       | 6–51  | 3–31  |      |       |       | 7–79 | 0–46  | —    | 9–59  |
| VALENCIA RC       | 16–6  |       |       | 13–9 | 6–12  | 19–6  |      |       |      | —     |

### Clasificación
|     |                             |     |   |   |   |     |     |     |  |  |  |  |  |  |  |  |  |  |
| Pos | Equipo                      | Jug | V | E | D | PF  | PC  | Pts |  |  |  |  |  |  |  |  |  |  |
| 1º  | Unió Esportiva Santboiana   | 9   | 8 | 1 | 0 | 159 | 54  | 17  |  |  |  |  |  |  |  |  |  |  |
| 2º  | Hernani Rugby Club          | 9   | 7 | 0 | 2 | 172 | 73  | 14  |  |  |  |  |  |  |  |  |  |  |
| 3º  | CAU Madrid Rugby Club       | 9   | 7 | 0 | 2 | 173 | 69  | 14  |  |  |  |  |  |  |  |  |  |  |
| 4º  | Club Atlético San Sebastián | 9   | 6 | 0 | 3 | 135 | 100 | 12  |  |  |  |  |  |  |  |  |  |  |
| 5º  | Futbol Club Barcelona       | 9   | 4 | 0 | 5 | 190 | 113 | 8   |  |  |  |  |  |  |  |  |  |  |
| 6º  | Valencia Rugby Club         | 9   | 4 | 0 | 5 | 135 | 87  | 8   |  |  |  |  |  |  |  |  |  |  |
| 7º  | Club Deportivo Arquitectura | 9   | 3 | 1 | 5 | 165 | 108 | 7   |  |  |  |  |  |  |  |  |  |  |
| 8º  | Rugby Club Cornellà         | 9   | 3 | 0 | 6 | 144 | 101 | 6   |  |  |  |  |  |  |  |  |  |  |
| 9º  | Getxo Rugby Taldea          | 9   | 2 | 0 | 7 | 112 | 147 | 4   |  |  |  |  |  |  |  |  |  |  |
| 10º | Tatami Rugby Club           | 9   | 0 | 0 | 9 | 38  | 574 | 0   |  |  |  |  |  |  |  |  |  |  |

| Trophee championnat Espagnol Rugby |
| Campeón                            |
| Unió Esportiva Santboiana          |
| 1er título                         |

## XVIIº Campeonato Nacional de Liga 1ª División
Con el establecimiento día igual.
|  | Clasificado fase de ascenso |
|  | Descenso                    |

### Grupo Norte
Los navarros del Iruña fueron la revelación del año y puso las cosas difíciles a los más experimentados del Gernika. Hasta la última jornada los pamploneses fueron los líderes, pero se debían enfrentar en su último partido a los vizcaínos. La victoria por 23-13 dio finalmente el campeonato a Gernika. En mitad de la tabla también hubo mucha igualdad. Fortuna y Bilbao se salvaron del descenso con sus victorias en la última jornada, a la que se vio abocado el Ordizia a pesar de vencer también en su último partido.

| Resultados 1ª División NORTE        | Resultados 1ª División NORTE | Resultados 1ª División NORTE | Resultados 1ª División NORTE |
| Ciudad                              | Local                        | Resultado                    | Visitante                    |
| ----------------------------------- | ---------------------------- | ---------------------------- | ---------------------------- |
| 1ª Jornada (15 de enero de 1984)    |                              |                              |                              |
| Guernica                            | Gernika Rugby Taldea         | 50-11                        | Gaztedi Rugby Taldea         |
| San Sebastián                       | Club Deportivo Fortuna       | 4-12                         | Bilbao Rugby Club            |
| Villafranca de Ordizia              | Ordizia Rugby Elkartea       | 3-11                         | Rugby Club Irún              |
| Pamplona                            | Iruña Rugby Club             | 15-6                         | Elorrio Rugby Taldea         |
| 2ª Jornada (29 de enero de 1984)    |                              |                              |                              |
| Vitoria                             | Gaztedi Rugby Taldea         | 3-25                         | Iruña Rugby Club             |
| Guernica                            | Gernika Rugby Taldea         | 28-9                         | Club Deportivo Fortuna       |
| Villafranca de Ordizia              | Ordizia Rugby Elkartea       | 8-8                          | Bilbao Rugby Club            |
| Elorrio                             | Elorrio Rugby Taldea         | 0-25                         | Rugby Club Irún              |
| 3ª Jornada (5 de febrero de 1984)   |                              |                              |                              |
| Vitoria                             | Gaztedi Rugby Taldea         | 18-9                         | Club Deportivo Fortuna       |
| Villafranca de Ordizia              | Ordizia Rugby Elkartea       | 0-18                         | Gernika Rugby Taldea         |
| Bilbao                              | Bilbao Rugby Club            | 10-3                         | Elorrio Rugby Taldea         |
| Pamplona                            | Iruña Rugby Club             | 27-3                         | Rugby Club Irún              |
| 4ª Jornada (º12 de febrero de 1984) |                              |                              |                              |
| Elorrio                             | Elorrio Rugby Taldea         | 6-24                         | Gernika Rugby Taldea         |
| Villafranca de Ordizia              | Ordizia Rugby Elkartea       | 6-6                          | Gaztedi Rugby Taldea         |
| Bilbao                              | Bilbao Rugby Club            | 10-12                        | Rugby Club Irún              |
| San Sebastián                       | Club Deportivo Fortuna       | 0-4                          | Iruña Rugby Club             |
| 5ª Jornada (4 de marzo de 1984)     |                              |                              |                              |
| San Sebastián                       | Club Deportivo Fortuna       | 18-0                         | Ordizia Rugby Elkartea       |
| Vitoria                             | Gaztedi Rugby Taldea         | 17-0                         | Elorrio Rugby Taldea         |
| Irún                                | Rugby Club Irún              | 13-13                        | Gernika Rugby Taldea         |
| Pamplona                            | Iruña Rugby Club             | 22-4                         | Bilbao Rugby Club            |
| 6ª Jornada (1 de abril de 1984)     |                              |                              |                              |
| Pamplona                            | Iruña Rugby Club             | 10-6                         | Ordizia Rugby Elkartea       |
| Elorrio                             | Elorrio Rugby Taldea         | 11-13                        | Club Deportivo Fortuna       |
| Irún                                | Rugby Club Irún              | 0-24                         | Gaztedi Rugby Taldea         |
| Bilbao                              | Bilbao Rugby Club            | 7-10                         | Gernika Rugby Taldea         |
| 7ª Jornada (8 de abril de 1984)     |                              |                              |                              |
| Villafranca de Ordizia              | Ordizia Rugby Elkartea       | 16-7                         | Elorrio Rugby Taldea         |
| San Sebastián                       | Club Deportivo Fortuna       | 16-7                         | Rugby Club Irún              |
| Vitoria                             | Gaztedi Rugby Taldea         | 14-20                        | Bilbao Rugby Club            |
| Guernica                            | Gernika Rugby Taldea         | 23-13                        | Iruña Rugby Club             |

| Local \ Visitante | BIL   | ELO  | GAZ   | GER   | IRÑ   | IRU   | ORD  | ZAH   |
| ----------------- | ----- | ---- | ----- | ----- | ----- | ----- | ---- | ----- |
| BILBAO R.C.       | —     | 10–3 |       | 7–10  |       | 10–12 |      |       |
| ELORRIO R.T.      |       | —    |       | 6–24  |       | 0–25  |      | 11–13 |
| GAZTEDI R.T.      | 14–20 | 17–0 | —     |       | 3–25  |       |      | 18–9  |
| GERNIKA R.T.      |       |      | 50–11 | —     | 23–13 |       |      | 28–9  |
| IRUÑA R.C.        | 22–4  | 15–6 |       |       | —     | 27–3  | 10–6 |       |
| R.C. IRÚN         |       |      | 0–26  | 13–13 |       | —     | 11–3 |       |
| ORDIZIA R.E.      | 8–6   | 16–7 | 6–6   | 0–18  |       |       | —    |       |
| C.D. FORTUNA      | 4–12  |      |       |       | 0–4   | 17–7  | 11–0 | —     |

|     |                        |     |   |   |   |     |     |     |  |  |  |  |  |  |  |  |  |  |
| Pos | Equipo                 | Jug | V | E | D | PF  | PC  | Pts |  |  |  |  |  |  |  |  |  |  |
| 1º  | Gernika Rugby Taldea   | 7   | 6 | 1 | 0 | 166 | 59  | 13  |  |  |  |  |  |  |  |  |  |  |
| 2º  | Iruña Rugby Club       | 7   | 6 | 0 | 1 | 116 | 45  | 12  |  |  |  |  |  |  |  |  |  |  |
| 3º  | Gaztedi Rugby Taldea   | 7   | 3 | 1 | 3 | 95  | 110 | 7   |  |  |  |  |  |  |  |  |  |  |
| 4º  | Rugby Club Irún        | 7   | 3 | 1 | 3 | 71  | 96  | 7   |  |  |  |  |  |  |  |  |  |  |
| 5º  | Bilbao Rugby Club      | 7   | 3 | 0 | 4 | 69  | 73  | 6   |  |  |  |  |  |  |  |  |  |  |
| 6º  | Club Deportivo Fortuna | 7   | 3 | 0 | 4 | 70  | 70  | 6   |  |  |  |  |  |  |  |  |  |  |
| 7º  | Ordizia Rugby Elkartea | 7   | 2 | 1 | 4 | 39  | 76  | 5   |  |  |  |  |  |  |  |  |  |  |
| 8º  | Elorrio Rugby Taldea   | 7   | 0 | 0 | 7 | 33  | 120 | 0   |  |  |  |  |  |  |  |  |  |  |

### Grupo Centro-Sur
A lo largo de todo el campeonato, Cisneros y Olímpico mostraron estar un escalón por encima de sus oponentes y no perdieron ningún partido. La liga se definió en su enfrentamiento directo que ganaron los colegiales y su empate en la última jornada no tuvo trascendencia. El Canoe tras su eliminación de la División de Honor entró en cierta crisis y nunca estuvo en condiciones de ganar la liga. Teca y Liceo se consolidaron en medio de la tabla. El Filo no tuvo problemas para salvar la categoría, muy por encima de los equipos andaluces que están aún lejos del rendimiento de los madrileños.

| Resultados 1.ª División Centro     | Resultados 1.ª División Centro | Resultados 1.ª División Centro | Resultados 1.ª División Centro |
| Ciudad                             | Local                          | Resultado                      | Visitante                      |
| ---------------------------------- | ------------------------------ | ------------------------------ | ------------------------------ |
| 1ª Jornada (15 de enero de 1984)   |                                |                                |                                |
| Granada                            | C.D. Universitario Granada     | 4-15                           | Canoe Natación Club            |
| Alcobendas                         | Teca Rugby Club                | 18-14                          | Club de Rugby Divina Pastora   |
| Madrid                             | Olímpico Rugby Club            | 4-3                            | Filoamoros Rugby Club          |
| Madrid                             | Club de Rugby Cisneros         | 21-0                           | Club de Rugby Liceo Francés    |
| 2ª Jornada (29 de enero de 1984)   |                                |                                |                                |
| Madrid                             | Canoe Natación Club            | 42-9                           | Club de Rugby Divina Pastora   |
| Madrid                             | Filoamoros Rugby Club          | 15-19                          | Teca Rugby Club                |
| Madrid                             | Club de Rugby Liceo Francés    | 18-36                          | Olímpico Rugby Club            |
| Granada                            | C.D. Universitario Granada     | 7-27                           | Club de Rugby Cisneros         |
| 3ª Jornada (5 de febrero de 1984)  |                                |                                |                                |
| Sevilla                            | Club de Rugby Divina Pastora   | 12-18                          | C.D. Universitario Granada     |
| Madrid                             | Canoe Natación Club            | 12-10                          | Filoamoros Rugby Club          |
| Alcobendas                         | Teca Rugby Club                | 20-7                           | Club de Rugby Liceo Francés    |
| Madrid                             | Olímpico Rugby Club            | 9-29                           | Club de Rugby Cisneros         |
| 4ª Jornada (12 de febrero de 1984) |                                |                                |                                |
| Madrid                             | Olímpico Rugby Club            | 28-16                          | C.D. Universitario Granada     |
| Sevilla                            | Club de Rugby Divina Pastora   | 6-29                           | Filoamoros Rugby Club          |
| Madrid                             | Club de Rugby Liceo Francés    | 15-19                          | Canoe Natación Club            |
| Madrid                             | Club de Rugby Cisneros         | 9-6                            | Teca Rugby Club                |
| 5ª Jornada (4 de marzo de 1984)    |                                |                                |                                |
| Alcobendas                         | Teca Rugby Club                | 10-33                          | Olímpico Rugby Club            |
| Madrid                             | Canoe Natación Club            | 4-7                            | Club de Rugby Cisneros         |
| Sevilla                            | Club de Rugby Divina Pastora   | 7-36                           | Club de Rugby Liceo Francés    |
| Madrid                             | Filoamoros Rugby Club          | 19-6                           | C.D. Universitario Granada     |
| 6ª Jornada (1 de abril de 1984)    |                                |                                |                                |
| Granada                            | C.D. Universitario Granada     | 9-9                            | Teca Rugby Club                |
| Madrid                             | Olímpico Rugby Club            | 34-0                           | Canoe Natación Club            |
| Madrid                             | Club de Rugby Cisneros         | 22-6                           | Club de Rugby Divina Pastora   |
| Madrid                             | Club de Rugby Liceo Francés    | 15-12                          | Filoamoros Rugby Club          |
| 7ª Jornada (8 de marzo de 1984)    |                                |                                |                                |
| Madrid                             | Canoe Natación Club            | 12-18                          | Teca Rugby Club                |
| Sevilla                            | Club de Rugby Divina Pastora   | 6-29                           | Olímpico Rugby Club            |
| Madrid                             | Filoamoros Rugby Club          | 13-13                          | Club de Rugby Cisneros         |
| Madrid                             | Club de Rugby Liceo Francés    | 23-12                          | C.D. Universitario Granada     |

| Local \ Visitante        | CAN   | CIS   | FIL   | GRA   | LIC  | OLI   | PAS  | TEC   |
| ------------------------ | ----- | ----- | ----- | ----- | ---- | ----- | ---- | ----- |
| CANOE N.C.               | —     | 4–7   | 12–10 |       |      |       | 42–9 | 12–18 |
| C.R. CISNEROS            |       | —     |       |       | 21–0 |       | 22–6 | 9–6   |
| FILOAMOROS R.C.          |       | 13–13 | —     | 19–6  |      |       |      | 15–19 |
| C.D. UNIVERSIDAD Granada | 4–15  | 7–27  |       | —     |      |       |      | 9–9   |
| C.R. LICEO FRANCÉS       | 15–19 |       | 15–12 |       | —    | 18–36 |      |       |
| OLÍMPICO R.C.            | 34–0  | 9–29  | 4–3   | 28–16 |      | —     |      |       |
| C.R. Divina Pastora      |       |       | 0–26  | 12–18 | 7–31 | 6–35  | —    |       |
| TECA R.C.                |       |       |       |       | 20–7 | 10–33 | 33–0 | —     |

|     |                              |     |   |   |   |     |     |     |  |  |  |  |  |  |  |  |  |  |
| Pos | Equipo                       | Jug | V | E | D | PF  | PC  | Pts |  |  |  |  |  |  |  |  |  |  |
| 1º  | Club de Rugby Cisneros       | 7   | 6 | 1 | 0 | 128 | 45  | 13  |  |  |  |  |  |  |  |  |  |  |
| 2º  | Olímpico Pozuelo Rugby Club  | 7   | 6 | 0 | 1 | 179 | 82  | 12  |  |  |  |  |  |  |  |  |  |  |
| 3º  | Teca Rugby Club              | 7   | 4 | 1 | 2 | 115 | 85  | 9   |  |  |  |  |  |  |  |  |  |  |
| 4º  | Canoe Natación Club          | 7   | 4 | 0 | 3 | 104 | 97  | 8   |  |  |  |  |  |  |  |  |  |  |
| 5º  | Club de Rugby Liceo Francés  | 7   | 3 | 0 | 4 | 114 | 127 | 6   |  |  |  |  |  |  |  |  |  |  |
| 6º  | Filoamoros Rugby Club        | 7   | 2 | 1 | 4 | 98  | 69  | 5   |  |  |  |  |  |  |  |  |  |  |
| 7º  | C.D. Universitario Granada   | 7   | 1 | 1 | 5 | 72  | 133 | 3   |  |  |  |  |  |  |  |  |  |  |
| 8º  | Club de Rugby Divina Pastora | 7   | 0 | 0 | 7 | 40  | 212 | 0   |  |  |  |  |  |  |  |  |  |  |

### Grupo Levante
El Natación ganó el campeonato con suficiencia ganando todos su encuentros. El resto estuvo más apretado sobre todo con la sanción al Bellvitge por alineación indebida contra San Roque que también resultó sancionado. Sin esta sanción los de Hospitalet habrían resultado segundos por delante de Montjuich. Más grave fue para los valencianos, ya que la sanción les llevó al descenso, acompañando al Sitari.
| Resultados 1.ª División Grupo Levante                            | Resultados 1.ª División Grupo Levante | Resultados 1.ª División Grupo Levante | Resultados 1.ª División Grupo Levante |
| Ciudad                                                           | Local                                 | Resultado                             | Visitante                             |
| ---------------------------------------------------------------- | ------------------------------------- | ------------------------------------- | ------------------------------------- |
| 1ª Jornada (15 de enero de 1984)                                 |                                       |                                       |                                       |
| Barcelona                                                        | Club Natació Barcelona                | 49-0                                  | C.P. Les Abelles                      |
| Barcelona                                                        | Bonanova Rugby Club                   | 6-11                                  | Unió Esportiva Bellvitge              |
| Barcelona                                                        | Club Natació Montjuïc                 | 12-6                                  | Barcelona Universitari Club (BUC)     |
| Barcelona                                                        | Club Esportiu Universitari            | 27-18                                 | San Roque Rugby Club                  |
| 2ª Jornada (29 de enero de 1984)                                 |                                       |                                       |                                       |
| Valencia                                                         | C.P. Les Abelles                      | 4-10                                  | San Roque Rugby Club                  |
| Barcelona                                                        | Club Natació Barcelona                | 24-4                                  | Bonanova Rugby Club                   |
| Barcelona                                                        | Unió Esportiva Bellvitge              | 3-12                                  | Club Natació Montjuïc                 |
| Barcelona                                                        | Barcelona Universitari Club (BUC)     | 25-0                                  | Club Esportiu Universitari            |
| 3ª Jornada (5 de febrero de 1984)                                |                                       |                                       |                                       |
| Barcelona                                                        | Bonanova Rugby Club                   | 0-3                                   | C.P. Les Abelles                      |
| Barcelona                                                        | Club Natació Montjuïc                 | 12-22                                 | Club Natació Barcelona                |
| Barcelona                                                        | Club Esportiu Universitari            | 10-22                                 | Unió Esportiva Bellvitge              |
| Barcelona                                                        | Barcelona Universitari Club (BUC)     | 30-6                                  | San Roque Rugby Club                  |
| 4ª Jornada (25 de octubre de 1981)                               |                                       |                                       |                                       |
| Valencia                                                         | San Roque Rugby Club                  | 18-17                                 | Bonanova Rugby Club                   |
| Valencia                                                         | C.P. Les Abelles                      | 3-3                                   | Club Natació Montjuïc                 |
| Barcelona                                                        | Club Natació Barcelona                | 32-13                                 | Club Esportiu Universitari            |
| Barcelona                                                        | Unió Esportiva Bellvitge              | 4-0                                   | Barcelona Universitari Club (BUC)     |
| 5ª Jornada (4 de marzo de 1984)                                  |                                       |                                       |                                       |
| Valencia                                                         | San Roque Rugby Club                  | 10-0*                                 | Unió Esportiva Bellvitge              |
| *se del partido perdido a ambos y -1 de sanción a los dos clubes |                                       |                                       |                                       |
| Barcelona                                                        | Barcelona Universitari Club (BUC)     | 4-24                                  | Club Natació Barcelona                |
| Valencia                                                         | C.P. Les Abelles                      | 26-0                                  | Club Esportiu Universitari            |
| Barcelona                                                        | Club Natació Montjuïc                 | 3-6                                   | Bonanova Rugby Club                   |
| 6ª Jornada (1 de abril de 1984)                                  |                                       |                                       |                                       |
| Barcelona                                                        | Club Natació Barcelona                | 16-0                                  | Unió Esportiva Bellvitge              |
| Valencia                                                         | C.P. Les Abelles                      | 8-3                                   | Barcelona Universitari Club (BUC)     |
| Barcelona                                                        | Bonanova Rugby Club                   | 7-3                                   | Club Esportiu Universitari            |
| Barcelona                                                        | Club Natació Montjuïc                 | 14-11                                 | San Roque Rugby Club                  |
| 7ª Jornada (8 de abril de 1984)                                  |                                       |                                       |                                       |
| Valencia                                                         | San Roque Rugby Club                  | 7-9                                   | Club Natació Barcelona                |
| Barcelona                                                        | Unió Esportiva Bellvitge              | 15-10                                 | C.P. Les Abelles                      |
| Barcelona                                                        | Barcelona Universitari Club (BUC)     | 12-0                                  | Bonanova Rugby Club                   |
| Barcelona                                                        | Club Esportiu Universitari            | 15-23                                 | Club Natació Montjuïc                 |

| Local \ Visitante     | ABE   | BEL   | BON   | BUC  | MON   | NAT   | SRO   | UNI   |
| --------------------- | ----- | ----- | ----- | ---- | ----- | ----- | ----- | ----- |
| C.P. LES ABELLES      | —     |       |       | 8–3  | 3–3   |       | 4–10  | 26–0  |
| U.E. BELLVITGE        | 15–10 | —     |       | 4–0  | 3–12  |       |       |       |
| BONANOVA R.C.         | 0–3   | 6–11  | —     |      |       |       |       | 7–3   |
| B.U.C                 |       |       | 12–0  | —    |       | 4–24  | 30–6  | 25–0  |
| C.N. MONTJUÏC         |       |       | 3–6   | 12–6 | —     | 12–22 | 14–11 |       |
| C. NATACIÓN Barcelona | 49–0  | 16–0  | 24–4  |      |       | —     |       | 32–13 |
| SAN ROQUE R.C.        |       | p-p   | 18–17 |      |       | 7–9   | —     |       |
| C.E. UNIVERSITARI     |       | 10–22 |       |      | 15–23 |       | 27–18 | —     |

|                            |                                   |     |   |   |   |     |     |     |  |  |  |  |  |  |  |  |  |  |
| Pos                        | Equipo                            | Jug | V | E | D | PF  | PC  | Pts |  |  |  |  |  |  |  |  |  |  |
| 1º                         | Club Natació Barcelona            | 7   | 7 | 0 | 0 | 176 | 40  | 14  |  |  |  |  |  |  |  |  |  |  |
| 2º                         | Club Natació Montjuïc             | 7   | 4 | 1 | 2 | 79  | 66  | 9   |  |  |  |  |  |  |  |  |  |  |
| 4º                         | Unió Esportiva Bellvitge          | 7   | 4 | 0 | 3 | 55  | 54  | 7*  |  |  |  |  |  |  |  |  |  |  |
| 4º                         | C.P. Les Abelles                  | 7   | 3 | 1 | 3 | 54  | 80  | 7   |  |  |  |  |  |  |  |  |  |  |
| 5º                         | Barcelona Universitari Club (BUC) | 7   | 3 | 0 | 4 | 80  | 54  | 6   |  |  |  |  |  |  |  |  |  |  |
| 6º                         | Bonanova Rugby Club               | 7   | 2 | 0 | 5 | 40  | 74  | 4   |  |  |  |  |  |  |  |  |  |  |
| 7º                         | San Roque Rugby Club              | 7   | 2 | 0 | 5 | 70  | 101 | 3*  |  |  |  |  |  |  |  |  |  |  |
| 8º                         | Club Esportiu Universitari        | 7   | 1 | 0 | 6 | 68  | 153 | 2   |  |  |  |  |  |  |  |  |  |  |
| *-1 por sanción federativa |                                   |     |   |   |   |     |     |     |  |  |  |  |  |  |  |  |  |  |

### Grupo Noroeste
Esta temporada sin sanciones el CDU-Valladolid se proclamó fácilmente campeón y se clasificó para la fase de ascenso. El afectado por las sanciones fue este año el Salvador que habría sido subcampeón por delante de sus denunciantes del club gijonés Pipol's. De todos modos los equipos de Valladolid no lograron copar la cabeza del grupo y ambos equipos asturianos se colaron en el 2.º y 3.º puesto. Aunque el Independiente de Santander comenzó ganando sus 2 primeros partidos tuvo una racha de 5 derrotas que le llevaron al descenso. El Universitario de la misma ciudad no estaba capacitado para la categoría y batió tristemente el récord de la mayor derrota por 142-0 a manos del Salvador.
| Resultados 1.ª División Noroeste   | Resultados 1.ª División Noroeste | Resultados 1.ª División Noroeste | Resultados 1.ª División Noroeste |
| Ciudad                             | Local                            | Resultado                        | Visitante                        |
| ---------------------------------- | -------------------------------- | -------------------------------- | -------------------------------- |
| 1ª Jornada (15 de enero de 1984)   |                                  |                                  |                                  |
| Gijón                              | Pipol's Rugby Club               | 19-3                             | Club Deportivo San José          |
| Santander                          | Universitario Santander          | 0-52                             | Independiente Rugby Club         |
| Valladolid                         | Club Deportivo Lourdes           | 6-14                             | Club Deportivo El Salvador       |
| Valladolid                         | C.D.U. Valladolid                | 19-10                            | Real Sporting de Gijón           |
| 2ª Jornada (29 de enero de 1984)   |                                  |                                  |                                  |
| Gijón                              | Pipol's Rugby Club               | 4-13                             | Real Sporting de Gijón           |
| Valladolid                         | Club Deportivo San José          | 24-0                             | Universitario Santander          |
| Santander                          | Independiente Rugby Club         | 15-4                             | Club Deportivo Lourdes           |
| Valladolid                         | Club Deportivo El Salvador       | 14-22                            | C.D.U. Valladolid                |
| 3ª Jornada (5 de febrero de 1984)  |                                  |                                  |                                  |
| Santander                          | Universitario Santander          | 0-16                             | Pipol's Rugby Club               |
| Valladolid                         | Club Deportivo Lourdes           | 34-0                             | Club Deportivo San José          |
| Valladolid                         | C.D.U. Valladolid                | 46-7                             | Independiente Rugby Club         |
| Valladolid                         | Club Deportivo El Salvador       | 15-8                             | Real Sporting de Gijón           |
| 4ª Jornada (12 de febrero de 1984) |                                  |                                  |                                  |
| Gijón                              | Pipol's Rugby Club               | 25-4                             | Club Deportivo Lourdes           |
| Valladolid                         | Club Deportivo San José          | 6-45                             | C.D.U. Valladolid                |
| Santander                          | Independiente Rugby Club         | 6-21                             | Club Deportivo El Salvador       |
| Santander                          | Universitario Santander          | 8-30                             | Real Sporting de Gijón           |
| 5ª Jornada (4 de marzo de 1984)    |                                  |                                  |                                  |
| Gijón                              | Real Sporting de Gijón           | 26-6                             | Independiente Rugby Club         |
| Valladolid                         | Club Deportivo El Salvador       | 0-8                              | Club Deportivo San José          |
| Valladolid                         | C.D.U. Valladolid                | 3-7                              | Pipol's Rugby Club               |
| Valladolid                         | Club Deportivo Lourdes           | 6-0 np                           | Universitario Santander          |
| 6ª Jornada (1 de abril de 1984)    |                                  |                                  |                                  |
| Valladolid                         | Club Deportivo San José          | 34-14                            | Independiente Rugby Club         |
| Gijón                              | Pipol's Rugby Club               | 14-17                            | Club Deportivo El Salvador       |
| Valladolid                         | Club Deportivo Lourdes           | 13-9                             | Real Sporting de Gijón           |
| Santander                          | Universitario Santander          | 0-114                            | C.D.U. Valladolid                |
| 7ª Jornada (8 de abril de 1984)    |                                  |                                  |                                  |
| Gijón                              | Real Sporting de Gijón           | 20-15                            | Club Deportivo San José          |
| Santander                          | Independiente Rugby Club         | 13-15                            | Pipol's Rugby Club               |
| Valladolid                         | Club Deportivo El Salvador       | 142-0                            | Universitario Santander          |
| Valladolid                         | C.D.U. Valladolid                | 21-7                             | Club Deportivo Lourdes           |

| Local \ Visitante       | CDU   | IND   | LOU  | PIP   | SAL  | SJO   | SPG   | UNI   |
| ----------------------- | ----- | ----- | ---- | ----- | ---- | ----- | ----- | ----- |
| C.D.U. Valladolid       | —     | 46–7  | 21–7 | 49–4  |      |       | 19–10 |       |
| INDEPENDIENTE R.C.      |       | —     | 15–4 | 13–15 | 6–21 |       |       |       |
| C.D. LOURDES            |       |       | —    |       | 6–14 | 34–0  | 13–9  | 6–0*  |
| PIPOL'S R.C.            |       |       | 25–4 | —     | 6–0* | 19–3  |       |       |
| C.D. EL SALVADOR        | 14–22 |       |      |       | —    | 0–8   | 15–8  | 142–0 |
| C.D. SAN JOSÉ           | 6–45  | 34–14 |      |       |      | —     |       | 24–0  |
| Real SPORTING de Gijón  |       | 26–6  |      | 13–4  |      | 20–15 | —     |       |
| UNIVERSITARIO Santander | 0–114 | 0–52  |      | 0–16  |      |       | 8–36  | —     |

|     |                            |                                         |   |   |   |     |     |      |  |  |  |  |  |  |  |  |  |  |
| Pos | Equipo                     | Jug                                     | V | E | D | PF  | PC  | Pts  |  |  |  |  |  |  |  |  |  |  |
| 1º  | C.D.U. Valladolid          | 7                                       | 7 | 0 | 0 | 316 | 48  | 14   |  |  |  |  |  |  |  |  |  |  |
| 2º  | Pipol's Rugby Club         | 7                                       | 5 | 0 | 2 | 89  | 82  | 10   |  |  |  |  |  |  |  |  |  |  |
| 3º  | Real Sporting de Gijón     | 7                                       | 4 | 0 | 3 | 122 | 80  | 8    |  |  |  |  |  |  |  |  |  |  |
| 4º  | Club Deportivo Lourdes     | 7                                       | 3 | 0 | 4 | 74  | 84  | 6    |  |  |  |  |  |  |  |  |  |  |
| 5º  | Club Deportivo San José    | 7                                       | 3 | 0 | 4 | 90  | 132 | 6    |  |  |  |  |  |  |  |  |  |  |
| 6º  | Club Deportivo El Salvador | 7                                       | 4 | 0 | 3 | 206 | 56  | 6*   |  |  |  |  |  |  |  |  |  |  |
| 7º  | Independiente Rugby Club   | 7                                       | 2 | 0 | 5 | 113 | 146 | 4    |  |  |  |  |  |  |  |  |  |  |
| 8º  | Universitario Rugby Club   | 7                                       | 0 | 0 | 7 | 8   | 390 | -1** |  |  |  |  |  |  |  |  |  |  |
|     |                            | * -2 punto por alineación indebida      |   |   |   |     |     |      |  |  |  |  |  |  |  |  |  |  |
|     |                            | ** -1 punto por incomparecencia avisada |   |   |   |     |     |      |  |  |  |  |  |  |  |  |  |  |

### Fase Final. Ascenso a División de Honor
La fase final de ascenso entre los 4 campeones de grupo da dos plazas de División de Honor para los dos primeros. Cisneros con un calendario difícil, con dos visitas a Barcelona y Valladolid fue superior a sus oponentes y se impuso con claridad a ambos. En su tercer partido contra Gernika, en casa, estaba ya ascendido, pero terminó a lo grande proclamándose campeón con una estrepitosa victoria por 82-10. En el otro partido en Barcelona, el Natación y el CDU se jugaban la segunda plaza de ascenso. Los de Valladolid se impusieron a domicilio en un ajustado 6-13 y así de nuevo un equipo pucelano militaría en 1984 en la máxima categoría del rugby español. 
| Resultados 1.ª División Fase Final | Resultados 1.ª División Fase Final | Resultados 1.ª División Fase Final | Resultados 1.ª División Fase Final |
| Ciudad                             | Local                              | Resultado                          | Visitante                          |
| ---------------------------------- | ---------------------------------- | ---------------------------------- | ---------------------------------- |
| 1ª Jornada (15 de abril de 1984)   |                                    |                                    |                                    |
| Barcelona                          | Club Natació Barcelona             | 0-26                               | Club de Rugby Cisneros             |
| Valladolid                         | C.D.U. Valladolid                  | 49-3                               | Gernika Rugby Taldea               |
| 2ª Jornada (22 de abril de 1984)   |                                    |                                    |                                    |
| Valladolid                         | C.D.U. Valladolid                  | 9-28                               | Club de Rugby Cisneros             |
| Guernica                           | Gernika Rugby Taldea               | 12-26                              | Club Natació Barcelona             |
| 3ª Jornada (29 de abril de 1984)   |                                    |                                    |                                    |
| Madrid                             | Club de Rugby Cisneros             | 82-10                              | Gernika Rugby Taldea               |
| Barcelona                          | Club Natació Barcelona             | 6-13                               | C.D.U. Valladolid                  |

| Pos | Equipo                 | Jug | V | E | D | PF  | PC  | Pts |
| --- | ---------------------- | --- | - | - | - | --- | --- | --- |
| 1º  | Club de Rugby Cisneros | 3   | 3 | 0 | 0 | 136 | 19  | 6   |
| 2º  | C.D.U. Valladolid      | 3   | 2 | 0 | 1 | 71  | 37  | 4   |
| 3º  | Club Natació Barcelona | 3   | 1 | 0 | 2 | 32  | 51  | 2   |
| 4º  | Gernika Rugby Taldea   | 3   | 0 | 0 | 3 | 25  | 157 | 0   |

| Trophee championnat Espagnol Rugby                                                                                                   |
| Campeón |
| Club de Rugby Cisneros |
| 2º título * |
| *como título de 1.ª División es el 2.º (tras el de 1975/1976), como título de 2.º nivel también es el segundo (tras el de 1972/1973) |

## LIº Campeonato de España 1.ª Categoría (Copa de S.M. el Rey)
De nuevo cambiaba el formato de clasificación: se concedían tres plazas a las "federaciones consolidadas" (Cataluña, Madrid, País Vasco y Valencia), dos plazas a la "federaciones en vías de consolidación" (Castilla y León, Asturias, Cantabria y Andalucía) y una plaza a las "federaciones en iniciación" (Galicia, Navarra, Aragón y Extremadura). Las federaciones territoriales tenían la potestad de elegir a sus representantes, organizando torneos clasificatorios o utilizando los torneos de clasificación para las ligas nacionales. Así por ejemplo en Cataluña, Valencia y País Vasco se clasificaron los equipos de División de Honor, mientras Madrid y otros realizaron nuevos torneos.

### Fase Regional
| Local                                                                 | Resultado | Visitante              |
| --------------------------------------------------------------------- | --------- | ---------------------- |
| Federación de Cataluña                                                |           |                        |
| Clasificados los clubes de División de Honor                          |           |                        |
|                                                                       |           |                        |
| Clasificados: UE Santboiana, FC Barcelona y RC Cornellá               |           |                        |
|                                                                       |           |                        |
| Federación de País Vasco                                              |           |                        |
| Clasificados los clubes de División de Honor                          |           |                        |
|                                                                       |           |                        |
| Clasificados: Hernani RC, Atlético San Sebastián y Getxo RT           |           |                        |
|                                                                       |           |                        |
| Federación de Comunidad Valenciana                                    |           |                        |
| Clasificados los clubes de División de Honor                          |           |                        |
|                                                                       |           |                        |
| Clasificados: Valencia RC, Tatami RC y San Roque CR                   |           |                        |
|                                                                       |           |                        |
| Federación de Madrid                                                  |           |                        |
| 1ª Eliminatoria                                                       |           |                        |
| CD Arquitectura                                                       | 70-9      | AD Ing. Industriales   |
| Liceo Francés                                                         | 3-39      | CN Canoe               |
| CR Filoamorós                                                         | 18-16     | CR Karmen              |
| CD Acantos                                                            | 0-44      | Club Español Urogallos |
| CAU Madrid R.C.                                                       | 12-13     | CR Cisneros            |
| Teca RC                                                               | 13-10     | Olímpico RC            |
| 2ª Eliminatoria                                                       |           |                        |
| CD Arquitectura                                                       | 26-15     | CR Filoamorós          |
| Teca RC                                                               | 12-15     | CN Canoe               |
| Club Español Urogallos                                                | 14-15     | CR Cisneros            |
|                                                                       |           |                        |
| Clasificados: CD Arquitectura, CN Canoe y CR Cisneros                 |           |                        |
|                                                                       |           |                        |
| Federación de Asturias                                                |           |                        |
| 1ª Eliminatoria                                                       |           |                        |
| Lauro RC                                                              | 23-4      | Oviedo RC              |
| Atlética Avilesina                                                    | 0-25      | Económicas Oviedo      |
| 2ª Eliminatoria                                                       |           |                        |
| Pipol's RC                                                            | 22-10     | Lauro RC               |
| Económicas Oviedo                                                     | 10-16     | Sporting de Gijón      |
| Final                                                                 |           |                        |
| Pipol's RC                                                            | 10-13     | Sporting de Gijón      |
|                                                                       |           |                        |
| Clasificados: Sporting de Gijón y Pipol's RC                          |           |                        |
|                                                                       |           |                        |
| Federación de Castilla y León                                         |           |                        |
| 1ª Eliminatoria                                                       |           |                        |
| CR El Salvador                                                        | 18-0      | Rondilla CR            |
| C.D.U. Valladolid                                                     | 14-3      | CD Lourdes             |
| CD San José                                                           | 6-0       | CR El Salvador B       |
| Diego Porcelos Burgos                                                 | 20-16     | León RC                |
| 2ª Eliminatoria                                                       |           |                        |
| C.D.U. Valladolid                                                     | 28-0      | CD San José            |
| CR El Salvador                                                        | 9-4       | Diego Porcelos Burgos  |
|                                                                       |           |                        |
| Clasificados: C.D.U. Valladolid y CR El Salvador                      |           |                        |
|                                                                       |           |                        |
| Federación de Cantabria                                               |           |                        |
| El campeón clasifica directo y eliminatoria 2º contra 3º              |           |                        |
| Eliminatoria                                                          |           |                        |
| Independiente RC                                                      | 36-6      | Estudiantes Santander  |
|                                                                       |           |                        |
| Clasificados: Universitario RC e Independiente RC                     |           |                        |
|                                                                       |           |                        |
| Federación de Andalucía                                               |           |                        |
| Clasificados vencedores de los torneos provinciales Sevilla y Granada |           |                        |
|                                                                       |           |                        |
| Clasificados: Divina Pastora y Universidad de Granada                 |           |                        |
|                                                                       |           |                        |
| Federación de Navarra                                                 |           |                        |
| Clasificado: Iruña RC                                                 |           |                        |
|                                                                       |           |                        |
| Federación de Aragón                                                  |           |                        |
| Clasificado: CD Veterinaria Zaragoza                                  |           |                        |
|                                                                       |           |                        |
| Federación de Galicia                                                 |           |                        |
| Clasificado: CD Universitario de Santiago                             |           |                        |
|                                                                       |           |                        |
| Federación de Extremadura                                             |           |                        |
| Clasificado: CD Universitario de Badajoz                              |           |                        |

### Fase Previa
Estaban clasificados para disputar la Copa 24 equipos y para confeccionar un cuadro desde octavos era necesario eliminar a 8 equipos. De este modo y por sorteo puro se realizó una eliminatoria previa en enero de 1984. No hubo ninguna sorpresa y los teóricamente favoritos pasaron sin demasiados a octavos de final. Aunque no estaba fuera de las previsiones, el Veterinaria de Zaragoza eliminó al tercer valenciano: el San Roque. También el Universitario de Badajoz dejó fuera a los campeones sevillanos del Divina Pastora.
| Local                       | Resultado | Visitante                    |
| --------------------------- | --------- | ---------------------------- |
| Fase Previa                 |           |                              |
| 22 de enero de 1984         |           |                              |
| C.D.U. Valladolid           | 66-0      | Universidad de Santiago      |
| Club de Rugby El Salvador   | 18-4      | Pipol's Rugby Club           |
| Real Sporting de Gijón      | 25-10     | Independiente Rugby Club     |
| Club Atlético San Sebastián | 58-0      | Estudiantes R.C. Santander   |
| Universitario Badajoz       | 19-9      | Club de Rugby Divina Pastora |
| Universidad de Granada      | 24-54     | Club Deportivo Arquitectura  |
| CD Veterinaria Zaragoza     | 12-4      | San Roque Rugby Club         |
| Rugby Club Cornellà         | 23-10     | Iruña Rugby Club             |

### Cuadro de Competición
En el cuadro de octavos destacaban tres partidos entre rivales regionales, el Arquitectura-Cisneros, el Atlético-Getxo y el Cornellá-Santboiana. El derby madrileño se solventó sin problemas para la Escuela por 41-10 frente al Colegio. Las otras dos eliminatorias fueron mucho más ajustadas: el Atlético se impuso por 5 puntos, mientras la Santboiana se imponía por 6 puntos a sus eternos rivales del Llobregat. Pero la gran sorpresa la protagonizó el Veterinaria, que dejó fuera a todo un Canoe, en una temporada para olvidar.

En cuartos de final los partidos fueron muy ajustados, pero Arquitectura, CDU, Barça y Santboi pasaron a semifinales, 4 equipos que serán de división de honor la siguiente temporada.

Arquitectura solucionó la semifinal en el partido de ida con 23 puntos de ventaja, en la vuelta el CDU no pasó del empate. La otra semifinal estuvo mucho más reñida, de un empate en el partido de ida, en la vuelta el Barça consiguió un ensayo, mientras Santboi solo marcó 3 puntos, quedando fuera por 4-3.

Repetía final el Barcelona (la 22º) y Arquitectura volvía a tener opción a un título. El partido en Madrid fue muy defensivo, pero los madrileños logaron imponerse por un corto 12-10, para obtener su 4º título de copa.
|  | Octavos de final          | Octavos de final          | Octavos de final          |    |    | Cuartos de final    | Cuartos de final    | Cuartos de final    |  |  | Semifinales            | Semifinales            | Semifinales            |  |  | Final              | Final              | Final              |
|  | 12 de febrero de 1984     | 12 de febrero de 1984     | 12 de febrero de 1984     |    |    | 18 de marzo de 1984 | 18 de marzo de 1984 | 18 de marzo de 1984 |  |  | 6 y 13 de mayo de 1984 | 6 y 13 de mayo de 1984 | 6 y 13 de mayo de 1984 |  |  | 27 de mayo de 1984 | 27 de mayo de 1984 | 27 de mayo de 1984 |
|  |                           |                           |                           |    |    |                     |                     |                     |  |  |                        |                        |                        |  |  |                    |                    |                    |
|  |                           |                           |                           |    |    |                     |                     |                     |  |  |                        |                        |                        |  |  |                    |                    |                    |
|  |                           |                           |                           |    |    |                     |                     |                     |  |  |                        |                        |                        |  |  |                    |                    |                    |
|  | CD Arquitectura           | 41                        |                           |    |    |                     |                     |                     |  |  |                        |                        |                        |  |  |                    |                    |                    |
|  | CD Arquitectura           | 41                        |                           |    |    |                     |                     |                     |  |  |                        |                        |                        |  |  |                    |                    |                    |
|  | Colegio Mayor Cisneros    | 10                        |                           |    |    |                     |                     |                     |  |  |                        |                        |                        |  |  |                    |                    |                    |
|  | Colegio Mayor Cisneros    | 10                        | CD Arquitectura           | 16 |    |                     |                     |                     |  |  |                        |                        |                        |  |  |                    |                    |                    |
|  |                           |                           |                           |    |    |                     |                     |                     |  |  |                        |                        |                        |  |  |                    |                    |                    |
|  |                           | Hernani Club de Rugby     | 12                        |    |    |                     |                     |                     |  |  |                        |                        |                        |  |  |                    |                    |                    |
|  | Tatami Rugby Club         | Hernani Club de Rugby     | 12                        | 12 |    |                     |                     |                     |  |  |                        |                        |                        |  |  |                    |                    |                    |
|  | Tatami Rugby Club         |                           |                           |    |    |                     |                     |                     |  |  |                        |                        |                        |  |  |                    |                    |                    |
|  | Hernani Club de Rugby     | 54                        |                           |    |    |                     |                     |                     |  |  |                        |                        |                        |  |  |                    |                    |                    |
|  | Hernani Club de Rugby     | 54                        | CD Arquitectura           | 29 | 12 |                     |                     |                     |  |  |                        |                        |                        |  |  |                    |                    |                    |
|  |                           |                           |                           |    | 12 |                     |                     |                     |  |  |                        |                        |                        |  |  |                    |                    |                    |
|  |                           | C.D.U. Valladolid         | 6                         | 12 |    |                     |                     |                     |  |  |                        |                        |                        |  |  |                    |                    |                    |
|  | Veterinaria Zaragoza      | C.D.U. Valladolid         | 6                         | 12 | 10 |                     |                     |                     |  |  |                        |                        |                        |  |  |                    |                    |                    |
|  | Veterinaria Zaragoza      |                           |                           |    | 10 |                     |                     |                     |  |  |                        |                        |                        |  |  |                    |                    |                    |
|  | Canoe Natación Club       | 4                         |                           |    |    |                     |                     |                     |  |  |                        |                        |                        |  |  |                    |                    |                    |
|  | Canoe Natación Club       | 4                         | Veterinaria Zaragoza      | 19 |    |                     |                     |                     |  |  |                        |                        |                        |  |  |                    |                    |                    |
|  |                           |                           |                           |    |    |                     |                     |                     |  |  |                        |                        |                        |  |  |                    |                    |                    |
|  |                           | C.D.U. Valladolid         | 22                        |    |    |                     |                     |                     |  |  |                        |                        |                        |  |  |                    |                    |                    |
|  | Real Sporting de Gijón    | C.D.U. Valladolid         | 22                        | 3  |    |                     |                     |                     |  |  |                        |                        |                        |  |  |                    |                    |                    |
|  | Real Sporting de Gijón    |                           |                           |    |    |                     |                     |                     |  |  |                        |                        |                        |  |  |                    |                    |                    |
|  | C.D.U. Valladolid         | 16                        |                           |    |    |                     |                     |                     |  |  |                        |                        |                        |  |  |                    |                    |                    |
|  | C.D.U. Valladolid         | 16                        | CD Arquitectura           | 12 |    |                     |                     |                     |  |  |                        |                        |                        |  |  |                    |                    |                    |
|  |                           |                           |                           |    |    |                     |                     |                     |  |  |                        |                        |                        |  |  |                    |                    |                    |
|  |                           | Fútbol Club Barcelona     | 10                        |    |    |                     |                     |                     |  |  |                        |                        |                        |  |  |                    |                    |                    |
|  | Universitario Badajoz     | Fútbol Club Barcelona     | 10                        | 12 |    |                     |                     |                     |  |  |                        |                        |                        |  |  |                    |                    |                    |
|  | Universitario Badajoz     |                           |                           |    |    |                     |                     |                     |  |  |                        |                        |                        |  |  |                    |                    |                    |
|  | Fútbol Club Barcelona     | 38                        |                           |    |    |                     |                     |                     |  |  |                        |                        |                        |  |  |                    |                    |                    |
|  | Fútbol Club Barcelona     | 38                        | Fútbol Club Barcelona     | 15 |    |                     |                     |                     |  |  |                        |                        |                        |  |  |                    |                    |                    |
|  |                           |                           |                           |    |    |                     |                     |                     |  |  |                        |                        |                        |  |  |                    |                    |                    |
|  |                           | Atlético S. Sebastián     | 10                        |    |    |                     |                     |                     |  |  |                        |                        |                        |  |  |                    |                    |                    |
|  | Atlético S. Sebastián     | Atlético S. Sebastián     | 10                        | 24 |    |                     |                     |                     |  |  |                        |                        |                        |  |  |                    |                    |                    |
|  | Atlético S. Sebastián     |                           |                           |    |    |                     |                     |                     |  |  |                        |                        |                        |  |  |                    |                    |                    |
|  | Getxo Rugby Taldea        | 19                        |                           |    |    |                     |                     |                     |  |  |                        |                        |                        |  |  |                    |                    |                    |
|  | Getxo Rugby Taldea        | 19                        | Fútbol Club Barcelona     | 16 | 4  |                     |                     |                     |  |  |                        |                        |                        |  |  |                    |                    |                    |
|  |                           |                           |                           |    | 4  |                     |                     |                     |  |  |                        |                        |                        |  |  |                    |                    |                    |
|  |                           | Unió Esportiva Santboiana | 16                        | 3  |    |                     |                     |                     |  |  |                        |                        |                        |  |  |                    |                    |                    |
|  | Rugby Club Cornellà       | Unió Esportiva Santboiana | 16                        | 3  | 4  |                     |                     |                     |  |  |                        |                        |                        |  |  |                    |                    |                    |
|  | Rugby Club Cornellà       |                           |                           |    | 4  |                     |                     |                     |  |  |                        |                        |                        |  |  |                    |                    |                    |
|  | Unió Esportiva Santboiana | 10                        |                           |    |    |                     |                     |                     |  |  |                        |                        |                        |  |  |                    |                    |                    |
|  | Unió Esportiva Santboiana | 10                        | Unió Esportiva Santboiana | 18 |    |                     |                     |                     |  |  |                        |                        |                        |  |  |                    |                    |                    |
|  |                           |                           |                           |    |    |                     |                     |                     |  |  |                        |                        |                        |  |  |                    |                    |                    |
|  |                           | Valencia Rugby Club       | 3                         |    |    |                     |                     |                     |  |  |                        |                        |                        |  |  |                    |                    |                    |
|  | C.R. El Salvador          | Valencia Rugby Club       | 3                         | 3  |    |                     |                     |                     |  |  |                        |                        |                        |  |  |                    |                    |                    |
|  | C.R. El Salvador          |                           |                           |    |    |                     |                     |                     |  |  |                        |                        |                        |  |  |                    |                    |                    |
|  | Valencia Rugby Club       | 15                        |                           |    |    |                     |                     |                     |  |  |                        |                        |                        |  |  |                    |                    |                    |

| Copa_del_Rey_(rugby_union)          |
| Campeón Club Deportivo Arquitectura |
| 4º título                           |

## XIIIº Campeonato Nacional de Liga 2ª División
|  | Clasificado para la Copa FER |

|     |                        |     |   |   |   |     |  |  |  |  |  |  |  |  |  |  |  |  |
| Pos | Equipo                 | Jug | V | E | D | Pts |  |  |  |  |  |  |  |  |  |  |  |  |
| 1º  | Munguia Rugby Taldea   | 9   | 9 | 0 | 0 | 13  |  |  |  |  |  |  |  |  |  |  |  |  |
| 2º  | Hernani C.R. B         | 9   | 7 | 0 | 2 | 14  |  |  |  |  |  |  |  |  |  |  |  |  |
| 3º  | Juventud Mondragón     | 9   | 6 | 0 | 3 | 12  |  |  |  |  |  |  |  |  |  |  |  |  |
| 4º  | Kakarraldo R.T.        | 9   | 5 | 1 | 3 | 11  |  |  |  |  |  |  |  |  |  |  |  |  |
| 5º  | Atlético S.Sebastián B | 9   | 4 | 2 | 3 | 10  |  |  |  |  |  |  |  |  |  |  |  |  |
| 6º  | Getxo Rugby Taldea B   | 9   | 4 | 0 | 5 | 8   |  |  |  |  |  |  |  |  |  |  |  |  |
| 7º  | Zarautz Rugby Taldea   | 9   | 3 | 0 | 6 | 4*  |  |  |  |  |  |  |  |  |  |  |  |  |
| 8º  | Universitario Bilbao   | 9   | 2 | 0 | 7 | 4   |  |  |  |  |  |  |  |  |  |  |  |  |
| 9º  | Rugby Club Irún B      | 9   | 1 | 1 | 7 | 3   |  |  |  |  |  |  |  |  |  |  |  |  |
| 10º | C.R.U.N.               | 9   | 2 | 0 | 7 | 2*  |  |  |  |  |  |  |  |  |  |  |  |  |

|     |                          |     |   |   |   |     |  |  |  |  |  |  |  |  |  |  |  |  |
| Pos | Equipo                   | Jug | V | E | D | Pts |  |  |  |  |  |  |  |  |  |  |  |  |
| 1º  | Veterinaria Rugby Club   | 7   | 6 | 0 | 1 | 12  |  |  |  |  |  |  |  |  |  |  |  |  |
| 2º  | Seminario Tarazona       | 7   | 6 | 0 | 1 | 12  |  |  |  |  |  |  |  |  |  |  |  |  |
| 3º  | Universitario (C.U.R.Z.) | 7   | 5 | 0 | 2 | 10  |  |  |  |  |  |  |  |  |  |  |  |  |
| 4º  | Villamayor R.C.          | 7   | 4 | 0 | 3 | 8   |  |  |  |  |  |  |  |  |  |  |  |  |
| 5º  | Armas Club de Rugby      | 7   | 2 | 0 | 5 | 4   |  |  |  |  |  |  |  |  |  |  |  |  |
| 6º  | Ejea Rugby Club          | 7   | 3 | 0 | 4 | 4*  |  |  |  |  |  |  |  |  |  |  |  |  |
| 7º  | Ingenieros Rugby Club    | 7   | 1 | 0 | 6 | 2   |  |  |  |  |  |  |  |  |  |  |  |  |
| 8º  | Aragón Rugby Club        | 7   | 1 | 0 | 6 | 0*  |  |  |  |  |  |  |  |  |  |  |  |  |

|     |                         |     |   |   |   |     |  |  |  |  |  |  |  |  |  |  |  |  |
| Pos | Equipo                  | Jug | V | E | D | Pts |  |  |  |  |  |  |  |  |  |  |  |  |
| 1º  | G.E.i.E.G.-Gerona       | 8   | 7 | 0 | 1 | 14  |  |  |  |  |  |  |  |  |  |  |  |  |
| 2º  | Club Natació Poble Nou  | 8   | 7 | 0 | 1 | 14  |  |  |  |  |  |  |  |  |  |  |  |  |
| 3º  | U.E. Santboiana B       | 8   | 6 | 0 | 2 | 12  |  |  |  |  |  |  |  |  |  |  |  |  |
| 4º  | VPC Rugby Andorra       | 8   | 5 | 0 | 3 | 10  |  |  |  |  |  |  |  |  |  |  |  |  |
| 5º  | R.C.D. Español          | 8   | 3 | 0 | 5 | 6   |  |  |  |  |  |  |  |  |  |  |  |  |
| 6º  | C. Natació Barcelona B  | 8   | 4 | 0 | 4 | 6*  |  |  |  |  |  |  |  |  |  |  |  |  |
| 7º  | C.R.A. Cassá            | 8   | 2 | 0 | 6 | 4   |  |  |  |  |  |  |  |  |  |  |  |  |
| 8º  | C.E. Universitari B     | 8   | 1 | 0 | 7 | 2   |  |  |  |  |  |  |  |  |  |  |  |  |
| 8º  | Futbol Club Barcelona B | 8   | 2 | 0 | 6 | 2*  |  |  |  |  |  |  |  |  |  |  |  |  |

|     |                       |     |   |   |   |     |  |  |  |  |  |  |  |  |  |  |  |  |
| Pos | Equipo                | Jug | V | E | D | Pts |  |  |  |  |  |  |  |  |  |  |  |  |
| 1º  | U.E.R. Moncada        | 9   | 7 | 0 | 2 | 14  |  |  |  |  |  |  |  |  |  |  |  |  |
| 2º  | Valencia Rugby Club B | 9   | 7 | 0 | 2 | 14  |  |  |  |  |  |  |  |  |  |  |  |  |
| 3º  | Xè-XV Valencia        | 9   | 6 | 0 | 3 | 12  |  |  |  |  |  |  |  |  |  |  |  |  |
| 4º  | Elche Rugby Club      | 9   | 6 | 0 | 3 | 12  |  |  |  |  |  |  |  |  |  |  |  |  |
| 5º  | U.R.E.S.-78           | 9   | 5 | 0 | 4 | 10  |  |  |  |  |  |  |  |  |  |  |  |  |
| 6º  | CAU Rugby Valencia    | 9   | 3 | 0 | 6 | 6   |  |  |  |  |  |  |  |  |  |  |  |  |
| 7º  | Burjasot Rugby Club   | 9   | 2 | 1 | 6 | 5   |  |  |  |  |  |  |  |  |  |  |  |  |
| 8º  | Castellón Rugby Club  | 9   | 3 | 0 | 6 | 5*  |  |  |  |  |  |  |  |  |  |  |  |  |
| 9º  | Orihuela Rugby Club   | 9   | 3 | 1 | 5 | 5*  |  |  |  |  |  |  |  |  |  |  |  |  |
| 10º | Cullera Rugby Club    | 9   | 2 | 0 | 7 | 3*  |  |  |  |  |  |  |  |  |  |  |  |  |

|     |                        |     |   |   |   |     |  |  |  |  |  |  |  |  |  |  |  |  |
| Pos | Equipo                 | Jug | V | E | D | Pts |  |  |  |  |  |  |  |  |  |  |  |  |
| 1º  | Club de Rugby Ciencias | 7   | 7 | 0 | 0 | 14  |  |  |  |  |  |  |  |  |  |  |  |  |
| 2º  | CAR Portaceli          | 7   | 6 | 0 | 1 | 12  |  |  |  |  |  |  |  |  |  |  |  |  |
| 3º  | CR Atlético Portuense  | 7   | 4 | 0 | 3 | 8   |  |  |  |  |  |  |  |  |  |  |  |  |
| 4º  | Universitario Córdoba  | 7   | 3 | 1 | 3 | 7   |  |  |  |  |  |  |  |  |  |  |  |  |
| 5º  | Medicina Sevilla       | 7   | 3 | 0 | 4 | 6   |  |  |  |  |  |  |  |  |  |  |  |  |
| 6º  | Sevilla Futbol Club    | 7   | 2 | 1 | 4 | 5   |  |  |  |  |  |  |  |  |  |  |  |  |
| 7º  | Club Atalaya Huelva    | 7   | 2 | 0 | 5 | 2*  |  |  |  |  |  |  |  |  |  |  |  |  |
| 8º  | Derecho Málaga         | 7   | 0 | 0 | 7 | 0   |  |  |  |  |  |  |  |  |  |  |  |  |

|     |                       |     |   |   |   |     |  |  |  |  |  |  |  |  |  |  |  |  |
| Pos | Equipo                | Jug | V | E | D | Pts |  |  |  |  |  |  |  |  |  |  |  |  |
| 1º  | Universitario Badajoz | 4   | 4 | 0 | 0 | 8   |  |  |  |  |  |  |  |  |  |  |  |  |
| 2º  | CAR Cáceres           | 4   | 1 | 1 | 2 | 3   |  |  |  |  |  |  |  |  |  |  |  |  |
| 3º  | Vaysaca Rugby Club    | 4   | 0 | 1 | 3 | 1   |  |  |  |  |  |  |  |  |  |  |  |  |

|     |                        |     |   |   |   |     |  |  |  |  |  |  |  |  |  |  |  |  |
| Pos | Equipo                 | Jug | V | E | D | Pts |  |  |  |  |  |  |  |  |  |  |  |  |
| 1º  | C.E. Urogallos         | 7   | 7 | 0 | 0 | 14  |  |  |  |  |  |  |  |  |  |  |  |  |
| 2º  | Club Rugby Karmen      | 7   | 6 | 0 | 1 | 12  |  |  |  |  |  |  |  |  |  |  |  |  |
| 3º  | C.D. Acantos           | 7   | 4 | 0 | 3 | 8   |  |  |  |  |  |  |  |  |  |  |  |  |
| 4º  | C.D. Arquitectura B    | 7   | 3 | 1 | 3 | 7'  |  |  |  |  |  |  |  |  |  |  |  |  |
| 5º  | A.D. Ing. Industriales | 7   | 3 | 0 | 4 | 6   |  |  |  |  |  |  |  |  |  |  |  |  |
| 6º  | CAU-Madrid B           | 7   | 2 | 1 | 4 | 3*  |  |  |  |  |  |  |  |  |  |  |  |  |
| 7º  | C.R. Cisneros B        | 7   | 1 | 0 | 6 | 2   |  |  |  |  |  |  |  |  |  |  |  |  |
| 8º  | Olímpico R.C. B        | 7   | 0 | 0 | 7 | 0   |  |  |  |  |  |  |  |  |  |  |  |  |

|                          |                        |     |   |   |   |     |  |  |  |  |  |  |  |  |  |  |  |  |
| Pos                      | Equipo                 | Jug | V | E | D | Pts |  |  |  |  |  |  |  |  |  |  |  |  |
| 1º                       | C.D.U. Salamanca       | 8   | 7 | 0 | 1 | 14  |  |  |  |  |  |  |  |  |  |  |  |  |
| 2º                       | Diego Porcelos Burgos  | 8   | 6 | 0 | 2 | 12  |  |  |  |  |  |  |  |  |  |  |  |  |
| 3º                       | CDU-Valladolid B       | 8   | 3 | 0 | 5 | 6   |  |  |  |  |  |  |  |  |  |  |  |  |
| 4º                       | León Rugby Club        | 8   | 3 | 0 | 5 | 6   |  |  |  |  |  |  |  |  |  |  |  |  |
| 5º                       | El Salvador B          | 8   | 0 | 0 | 8 | 0   |  |  |  |  |  |  |  |  |  |  |  |  |
| Grupo IX (Liga Asturias) |                        |     |   |   |   |     |  |  |  |  |  |  |  |  |  |  |  |  |
| 1º                       | Lauro Rugby Club       | 4   | 4 | 0 | 0 | 8   |  |  |  |  |  |  |  |  |  |  |  |  |
| 2º                       | C.D. Económicas Oviedo | 4   | 2 | 0 | 2 | 4   |  |  |  |  |  |  |  |  |  |  |  |  |
| 3º                       | A.A. Avilesina         | 4   | 0 | 0 | 4 | 0   |  |  |  |  |  |  |  |  |  |  |  |  |

|                         |                        |               |               |               |               |               |  |  |  |  |  |  |  |  |  |  |  |  |
| Pos                     | Equipo                 | Jug           | V             | E             | D             | Pts           |  |  |  |  |  |  |  |  |  |  |  |  |
| 1º                      | Estudiantes Rugby Club | 5             | 2             | 0             | 0             | 4             |  |  |  |  |  |  |  |  |  |  |  |  |
| 2º                      | S.D. Torrelavega       | 2             | 1             | 0             | 1             | 2             |  |  |  |  |  |  |  |  |  |  |  |  |
| 3º                      | Independiente R.C. B   | 2             | 0             | 0             | 2             | 0             |  |  |  |  |  |  |  |  |  |  |  |  |
| R                       | Cantabria Rugby Club   | Retirado      | Retirado      | Retirado      | Retirado      | Retirado      |  |  |  |  |  |  |  |  |  |  |  |  |
| R                       | Reinosa Rugby Club     | Retirado      | Retirado      | Retirado      | Retirado      | Retirado      |  |  |  |  |  |  |  |  |  |  |  |  |
| Grupo XI (Liga Galicia) |                        |               |               |               |               |               |  |  |  |  |  |  |  |  |  |  |  |  |
| 1º                      | R.Univ. Santiago       | 4             | 4             | 0             | 0             | 8             |  |  |  |  |  |  |  |  |  |  |  |  |
| 2º                      | Marina C.R.            | 4             | 2             | 0             | 2             | 4             |  |  |  |  |  |  |  |  |  |  |  |  |
| 3º                      | C.D. Zalaeta           | 4             | 0             | 0             | 4             | 0             |  |  |  |  |  |  |  |  |  |  |  |  |
| 4º                      | C.R.A.T. Coruña        | 4             | 0             | 0             | 4             | 0             |  |  |  |  |  |  |  |  |  |  |  |  |
| Desc                    | Bocoi Rugby Club       | Descalificado | Descalificado | Descalificado | Descalificado | Descalificado |  |  |  |  |  |  |  |  |  |  |  |  |

## XXVIIIº Campeonato de España 2ª Categoría (Copa F.E.R)
En la copa para los equipos de 2ª División los clubes sevillanos sorprendieron a los madrileños eliminándoles en la primera ronda. El CAR venció al Karmen por 7 puntos, pero más ajustada estuvo la victoria del Ciencias por un solo ensayo (3-0) contra el CEU. Por otro lado los equipos vascos también llegan hasta semifinales, el Hernani eliminando a los gerundenses del GEiEG y el Munguía haciendo lo propio con los asturianos del Lauro. El CAR sin embargo cayó en cuartos con Tarazona. 

En semifinales el Ciencias no falló y se metió en la final ganando sobradamente al Hernani, mientras el Munguia con un resultado en la ida de 0-44 no tuvo problemas para pasar a pesar del empate en casa. 

La final en Madrid fue para los sevillanos, que de este modo inauguraban su palmarés. El Ciencias comenzaba de este modo unos años de buenos resultados y de títulos para el rugby andaluz.

| Fase Previa         | Fase Previa           | Fase Previa | Fase Previa           |
| Ciudad              | Local                 | Resultado   | Visitante             |
| ------------------- | --------------------- | ----------- | --------------------- |
| 13 de marzo de 1983 |                       |             |                       |
| Sevilla             | C.A.R. Portaceli      | 13-10       | Universitario Badajoz |
| Zaragoza            | Veterinaria Zaragoza  | 25-6        | U.E.R. Moncada        |
| Tarazona            | Seminario de Tarazona | 16-4        | Valencia Rugby Club B |

### Cuadro Competición
|  | Octavos de final       | Octavos de final       | Octavos de final       |    |    | Cuartos de final    | Cuartos de final    | Cuartos de final    |  |  | Semifinales            | Semifinales            | Semifinales            |  |  | Final              | Final              | Final              |
|  | 22 de abril de 1984    | 22 de abril de 1984    | 22 de abril de 1984    |    |    | 29 de abril de 1984 | 29 de abril de 1984 | 29 de abril de 1984 |  |  | 6 y 13 de mayo de 1984 | 6 y 13 de mayo de 1984 | 6 y 13 de mayo de 1984 |  |  | 27 de mayo de 1984 | 27 de mayo de 1984 | 27 de mayo de 1984 |
|  |                        |                        |                        |    |    |                     |                     |                     |  |  |                        |                        |                        |  |  |                    |                    |                    |
|  |                        |                        |                        |    |    |                     |                     |                     |  |  |                        |                        |                        |  |  |                    |                    |                    |
|  |                        |                        |                        |    |    |                     |                     |                     |  |  |                        |                        |                        |  |  |                    |                    |                    |
|  | G.E.i.E.G.-Gerona      | 17                     |                        |    |    |                     |                     |                     |  |  |                        |                        |                        |  |  |                    |                    |                    |
|  | G.E.i.E.G.-Gerona      | 17                     |                        |    |    |                     |                     |                     |  |  |                        |                        |                        |  |  |                    |                    |                    |
|  | Veterinaria Zaragoza   | 9                      |                        |    |    |                     |                     |                     |  |  |                        |                        |                        |  |  |                    |                    |                    |
|  | Veterinaria Zaragoza   | 9                      | G.E.i.E.G.-Gerona      | 11 |    |                     |                     |                     |  |  |                        |                        |                        |  |  |                    |                    |                    |
|  |                        |                        |                        |    |    |                     |                     |                     |  |  |                        |                        |                        |  |  |                    |                    |                    |
|  |                        | Hernani C.R. B         | 13                     |    |    |                     |                     |                     |  |  |                        |                        |                        |  |  |                    |                    |                    |
|  |                        | Hernani C.R. B         | 13                     |    |    |                     |                     |                     |  |  |                        |                        |                        |  |  |                    |                    |                    |
|  |                        |                        |                        |    |    |                     |                     |                     |  |  |                        |                        |                        |  |  |                    |                    |                    |
|  |                        |                        |                        |    |    |                     |                     |                     |  |  |                        |                        |                        |  |  |                    |                    |                    |
|  | Hernani C.R. B         | 6                      | 6                      |    |    |                     |                     |                     |  |  |                        |                        |                        |  |  |                    |                    |                    |
|  | Hernani C.R. B         | 6                      | 6                      |    |    |                     |                     |                     |  |  |                        |                        |                        |  |  |                    |                    |                    |
|  |                        | Club de Rugby Ciencias | 16                     | 47 |    |                     |                     |                     |  |  |                        |                        |                        |  |  |                    |                    |                    |
|  | Club de Rugby Ciencias | Club de Rugby Ciencias | 16                     | 47 | 3  |                     |                     |                     |  |  |                        |                        |                        |  |  |                    |                    |                    |
|  | Club de Rugby Ciencias |                        |                        |    | 3  |                     |                     |                     |  |  |                        |                        |                        |  |  |                    |                    |                    |
|  | C.E. Urogallos         | 0                      |                        |    |    |                     |                     |                     |  |  |                        |                        |                        |  |  |                    |                    |                    |
|  | C.E. Urogallos         | 0                      | Club de Rugby Ciencias | 24 |    |                     |                     |                     |  |  |                        |                        |                        |  |  |                    |                    |                    |
|  |                        |                        |                        |    |    |                     |                     |                     |  |  |                        |                        |                        |  |  |                    |                    |                    |
|  |                        | C.D.U. Salamanca       | 4                      |    |    |                     |                     |                     |  |  |                        |                        |                        |  |  |                    |                    |                    |
|  | C.D.U. Salamanca       | C.D.U. Salamanca       | 4                      | 60 |    |                     |                     |                     |  |  |                        |                        |                        |  |  |                    |                    |                    |
|  | C.D.U. Salamanca       |                        |                        |    |    |                     |                     |                     |  |  |                        |                        |                        |  |  |                    |                    |                    |
|  | Estudiantes R.C.       | 4                      |                        |    |    |                     |                     |                     |  |  |                        |                        |                        |  |  |                    |                    |                    |
|  | Estudiantes R.C.       | 4                      | Club de Rugby Ciencias | 10 |    |                     |                     |                     |  |  |                        |                        |                        |  |  |                    |                    |                    |
|  |                        |                        |                        |    |    |                     |                     |                     |  |  |                        |                        |                        |  |  |                    |                    |                    |
|  |                        | Munguia Rugby Taldea   | 3                      |    |    |                     |                     |                     |  |  |                        |                        |                        |  |  |                    |                    |                    |
|  | Seminario Tarazona     | Munguia Rugby Taldea   | 3                      | 10 |    |                     |                     |                     |  |  |                        |                        |                        |  |  |                    |                    |                    |
|  | Seminario Tarazona     |                        |                        |    |    |                     |                     |                     |  |  |                        |                        |                        |  |  |                    |                    |                    |
|  | Club Natació Poble Nou | 6                      |                        |    |    |                     |                     |                     |  |  |                        |                        |                        |  |  |                    |                    |                    |
|  | Club Natació Poble Nou | 6                      | Seminario Tarazona     | 12 |    |                     |                     |                     |  |  |                        |                        |                        |  |  |                    |                    |                    |
|  |                        |                        |                        |    |    |                     |                     |                     |  |  |                        |                        |                        |  |  |                    |                    |                    |
|  |                        | CAR Portaceli          | 3                      |    |    |                     |                     |                     |  |  |                        |                        |                        |  |  |                    |                    |                    |
|  | CAR Portaceli          | CAR Portaceli          | 3                      | 22 |    |                     |                     |                     |  |  |                        |                        |                        |  |  |                    |                    |                    |
|  | CAR Portaceli          |                        |                        |    |    |                     |                     |                     |  |  |                        |                        |                        |  |  |                    |                    |                    |
|  | Club de Rugby Karmen   | 15                     |                        |    |    |                     |                     |                     |  |  |                        |                        |                        |  |  |                    |                    |                    |
|  | Club de Rugby Karmen   | 15                     | Seminario Tarazona     | 0  | 12 |                     |                     |                     |  |  |                        |                        |                        |  |  |                    |                    |                    |
|  |                        |                        |                        |    | 12 |                     |                     |                     |  |  |                        |                        |                        |  |  |                    |                    |                    |
|  |                        | Munguia Rugby Taldea   | 44                     | 12 |    |                     |                     |                     |  |  |                        |                        |                        |  |  |                    |                    |                    |
|  | R.Univ. Santiago       | Munguia Rugby Taldea   | 44                     | 12 | 10 |                     |                     |                     |  |  |                        |                        |                        |  |  |                    |                    |                    |
|  | R.Univ. Santiago       |                        |                        |    | 10 |                     |                     |                     |  |  |                        |                        |                        |  |  |                    |                    |                    |
|  | Lauro Rugby Club       | 13                     |                        |    |    |                     |                     |                     |  |  |                        |                        |                        |  |  |                    |                    |                    |
|  | Lauro Rugby Club       | 13                     | Lauro R.C.             | 6  |    |                     |                     |                     |  |  |                        |                        |                        |  |  |                    |                    |                    |
|  |                        |                        |                        |    |    |                     |                     |                     |  |  |                        |                        |                        |  |  |                    |                    |                    |
|  |                        | Munguia Rugby Taldea   | 13                     |    |    |                     |                     |                     |  |  |                        |                        |                        |  |  |                    |                    |                    |
|  |                        | Munguia Rugby Taldea   | 13                     |    |    |                     |                     |                     |  |  |                        |                        |                        |  |  |                    |                    |                    |
|  |                        |                        |                        |    |    |                     |                     |                     |  |  |                        |                        |                        |  |  |                    |                    |                    |
|  |                        |                        |                        |    |    |                     |                     |                     |  |  |                        |                        |                        |  |  |                    |                    |                    |

| Campeón Club de Rugby Ciencias |
| 1er título                     |

## Ascensos y Promociones a Ligas Nacionales

### División de Honor
Ascienden a División de Honor: Club de Rugby Cisneros (del G.Centro-Sur) y C.D.U. Valladolid (del G.Noroeste)

Descienden a Primera División: Getxo Rugby Taldea (al G.Norte) y Tatami Rugby Club (al G.Levante)

### Primera División

#### Grupo Norte
Al descender el Getxo desde la división de Honor ocupa una de las plazas de los descendidos. El Munguía campeón de la 2ª división sube directamente, mientras otra plaza han de jugársela entre el 6º de 1ªD (Fortuna) contra el 2º de 2ªD (Hernani). 

Promoción a 1ª Nacional: Club Deportivo Fortuna, 7 - Hernani C.R. B, 6 (no hay cambios)

Altas: Getxo Rugby Taldea (de DH) y Munguia Rugby Taldea (de 2ª D)

Bajas: Ordizia Rugby Elkartea y Elorrio Rugby Taldea

#### Grupo Centro-Sur
Al ascender el Cisneros a División de Honor deja una plaza más para el ascenso. Al bajar los dos equipos andaluces, las plazas se reparten: 2 Andalucía y 1 Madrid 

Ascenso a 1ª Nacional: C.E. Urogallos, 13 - Club Rugby Karmen, 10 

Altas: C.E. Urogallos, Club de Rugby Ciencias y CAR Portaceli

Bajas: Club de Rugby Cisneros (a DH), Club de Rugby Divina Pastora y C.D. Universitario Granada

#### Grupo Levante
Desciende el Tatami por lo que no se hacen ascensos directos. Las dos plazas se juegan en promoción entre los primeros de la 2ª división (Grupos de Cataluña y Aragón: GEiEG y Seminario de Tarazona) y el 6º de la 1ª división (Bonanova) 

Ascenso a 1ª Nacional: G.E.i.E.G.-Gerona, 24 - Seminario Tarazona, 3

Ascenso a 1ª Nacional: Bonanova R.C., 3 - Seminario Tarazona, 4

Altas: Tatami Rugby Club, G.E.i.E.G.-Gerona y Seminario Tarazona

Bajas: Bonanova R.C., San Roque Rugby Club y Club Esportiu Universitari

#### Grupo Noroeste
Asciende el CDU a División de Honor por lo que hay una nueva plaza que se disputa entre los campeones de Cantabria y Galicia

Ascenso a 1ª Nacional: R.Univ. Santiago, 11 - Estudiantes Rugby Club, 3

Altas: C.D.U. Salamanca, Lauro Rugby Club y R.Univ. Santiago 

Bajas: Universitario Rugby Club, Independiente Rugby Club y C.D.U. Valladolid

## XXIº Campeonato de España Juvenil
El campeonato de España Juvenil de 1984 fue muy disputado y con equipos de canteras muy consolidadas. En octavos no se dio ninguna sorpresa, con los equipos favoritos pasando sin demasiados problemas a cuartos. Así los dos equipos catalanes (Barça y Natación), los dos madrileños (Olímpico y Liceo) y los dos vascos (Getxo y Hernani), junto al Lourdes, el CAR prometían unos enfrentamientos muy interesantes y ajustados. El FC Barcelona fue el que pasó de forma más holgada, por 8 puntos ante los de Getxo en Fadura. Pero por solo 5 puntos ganó 'Hernani al Natación, por 4 el CAR sorprendió al Liceo, pero el partido más disputado fue entre el Lourdes y el Olímpico en Valladolid. Los madrileños vendieron cara su eliminación, empatados a 1 ensayo, los locales pasaron por tan solo los dos puntos de la transformación a palos. 

En semifinales los azulgranas fueron mucho más fuertes que Hernani, con un parcial de 71-3. De nuevo el Lourdes tuvo que sufrir para dejar fuera a los sevillanos del CAR. Ganaron por 10-0 en la ida, pero la vuelta en Sevilla se puso difícil y fueron perdiendo casi todo el encuentro, hasta un ensayo transformado en el último tramo del partido que les dio el pase a la final, por solo 3 puntos en el global.

En la final se enfrentaban los mismos equipos que en 1983 se habían enfrentado en la final de cadetes, que estuvo bastante ajustada. Sin embargo esta vez el Barça no dio opción a los pucelanos y ganaron claramente por 26 a 7.

### Cuadro Competición
|  | Octavos de final         | Octavos de final       | Octavos de final      |    |    | Cuartos de final    | Cuartos de final    | Cuartos de final    |  |  | Semifinales             | Semifinales             | Semifinales             |  |  | Final             | Final             | Final             |
|  | 11 de marzo de 1984      | 11 de marzo de 1984    | 11 de marzo de 1984   |    |    | 18 de marzo de 1984 | 18 de marzo de 1984 | 18 de marzo de 1984 |  |  | 1 y 19 de abril de 1984 | 1 y 19 de abril de 1984 | 1 y 19 de abril de 1984 |  |  | 6 de mayo de 1984 | 6 de mayo de 1984 | 6 de mayo de 1984 |
|  |                          |                        |                       |    |    |                     |                     |                     |  |  |                         |                         |                         |  |  |                   |                   |                   |
|  |                          |                        |                       |    |    |                     |                     |                     |  |  |                         |                         |                         |  |  |                   |                   |                   |
|  |                          |                        |                       |    |    |                     |                     |                     |  |  |                         |                         |                         |  |  |                   |                   |                   |
|  | Getxo Rugby Taldea       | 55                     |                       |    |    |                     |                     |                     |  |  |                         |                         |                         |  |  |                   |                   |                   |
|  | Getxo Rugby Taldea       | 55                     |                       |    |    |                     |                     |                     |  |  |                         |                         |                         |  |  |                   |                   |                   |
|  | Independiente Rugby Club | 0                      |                       |    |    |                     |                     |                     |  |  |                         |                         |                         |  |  |                   |                   |                   |
|  | Independiente Rugby Club | 0                      | Getxo Rugby Taldea    | 7  |    |                     |                     |                     |  |  |                         |                         |                         |  |  |                   |                   |                   |
|  |                          |                        |                       |    |    |                     |                     |                     |  |  |                         |                         |                         |  |  |                   |                   |                   |
|  |                          | Futbol Club Barcelona  | 15                    |    |    |                     |                     |                     |  |  |                         |                         |                         |  |  |                   |                   |                   |
|  | Futbol Club Barcelona    | Futbol Club Barcelona  | 15                    | 32 |    |                     |                     |                     |  |  |                         |                         |                         |  |  |                   |                   |                   |
|  | Futbol Club Barcelona    |                        |                       |    |    |                     |                     |                     |  |  |                         |                         |                         |  |  |                   |                   |                   |
|  | CAU Rugby Valencia       | 8                      |                       |    |    |                     |                     |                     |  |  |                         |                         |                         |  |  |                   |                   |                   |
|  | CAU Rugby Valencia       | 8                      | Futbol Club Barcelona | 40 | 31 |                     |                     |                     |  |  |                         |                         |                         |  |  |                   |                   |                   |
|  |                          |                        |                       |    | 31 |                     |                     |                     |  |  |                         |                         |                         |  |  |                   |                   |                   |
|  |                          | Hernani Rugby Club     | 0                     | 3  |    |                     |                     |                     |  |  |                         |                         |                         |  |  |                   |                   |                   |
|  | Hernani Rugby Club       | Hernani Rugby Club     | 0                     | 3  | 22 |                     |                     |                     |  |  |                         |                         |                         |  |  |                   |                   |                   |
|  | Hernani Rugby Club       |                        |                       |    | 22 |                     |                     |                     |  |  |                         |                         |                         |  |  |                   |                   |                   |
|  | Seminario Tarazona       | 15                     |                       |    |    |                     |                     |                     |  |  |                         |                         |                         |  |  |                   |                   |                   |
|  | Seminario Tarazona       | 15                     | Hernani Rugby Club    | 14 |    |                     |                     |                     |  |  |                         |                         |                         |  |  |                   |                   |                   |
|  |                          |                        |                       |    |    |                     |                     |                     |  |  |                         |                         |                         |  |  |                   |                   |                   |
|  |                          | Club Natació Barcelona | 9                     |    |    |                     |                     |                     |  |  |                         |                         |                         |  |  |                   |                   |                   |
|  | Club Natació Barcelona   | Club Natació Barcelona | 9                     | 13 |    |                     |                     |                     |  |  |                         |                         |                         |  |  |                   |                   |                   |
|  | Club Natació Barcelona   |                        |                       |    |    |                     |                     |                     |  |  |                         |                         |                         |  |  |                   |                   |                   |
|  | San Roque Rugby Club     | 4                      |                       |    |    |                     |                     |                     |  |  |                         |                         |                         |  |  |                   |                   |                   |
|  | San Roque Rugby Club     | 4                      | Futbol Club Barcelona | 26 |    |                     |                     |                     |  |  |                         |                         |                         |  |  |                   |                   |                   |
|  |                          |                        |                       |    |    |                     |                     |                     |  |  |                         |                         |                         |  |  |                   |                   |                   |
|  |                          | C.D. Lourdes           | 7                     |    |    |                     |                     |                     |  |  |                         |                         |                         |  |  |                   |                   |                   |
|  | Lauro Rugby Club         | C.D. Lourdes           | 7                     | 6  |    |                     |                     |                     |  |  |                         |                         |                         |  |  |                   |                   |                   |
|  | Lauro Rugby Club         |                        |                       |    |    |                     |                     |                     |  |  |                         |                         |                         |  |  |                   |                   |                   |
|  | C.D. Lourdes             | 29                     |                       |    |    |                     |                     |                     |  |  |                         |                         |                         |  |  |                   |                   |                   |
|  | C.D. Lourdes             | 29                     | C.D. Lourdes          | 6  |    |                     |                     |                     |  |  |                         |                         |                         |  |  |                   |                   |                   |
|  |                          |                        |                       |    |    |                     |                     |                     |  |  |                         |                         |                         |  |  |                   |                   |                   |
|  |                          | Olímpico Rugby Club    | 4                     |    |    |                     |                     |                     |  |  |                         |                         |                         |  |  |                   |                   |                   |
|  | Olímpico Rugby Club      | Olímpico Rugby Club    | 4                     | 16 |    |                     |                     |                     |  |  |                         |                         |                         |  |  |                   |                   |                   |
|  | Olímpico Rugby Club      |                        |                       |    |    |                     |                     |                     |  |  |                         |                         |                         |  |  |                   |                   |                   |
|  | CR Atlético Portuense    | 10                     |                       |    |    |                     |                     |                     |  |  |                         |                         |                         |  |  |                   |                   |                   |
|  | CR Atlético Portuense    | 10                     | C.D. Lourdes          | 10 | 6  |                     |                     |                     |  |  |                         |                         |                         |  |  |                   |                   |                   |
|  |                          |                        |                       |    | 6  |                     |                     |                     |  |  |                         |                         |                         |  |  |                   |                   |                   |
|  |                          | C.A.R. Portaceli       | 0                     | 13 |    |                     |                     |                     |  |  |                         |                         |                         |  |  |                   |                   |                   |
|  | CAR-Cáceres              | C.A.R. Portaceli       | 0                     | 13 | 10 |                     |                     |                     |  |  |                         |                         |                         |  |  |                   |                   |                   |
|  | CAR-Cáceres              |                        |                       |    | 10 |                     |                     |                     |  |  |                         |                         |                         |  |  |                   |                   |                   |
|  | CAR-Portaceli            | 30                     |                       |    |    |                     |                     |                     |  |  |                         |                         |                         |  |  |                   |                   |                   |
|  | CAR-Portaceli            | 30                     | C.A.R. Portaceli      | 21 |    |                     |                     |                     |  |  |                         |                         |                         |  |  |                   |                   |                   |
|  |                          |                        |                       |    |    |                     |                     |                     |  |  |                         |                         |                         |  |  |                   |                   |                   |
|  |                          | Liceo Francés          | 17                    |    |    |                     |                     |                     |  |  |                         |                         |                         |  |  |                   |                   |                   |
|  | Liceo Francés            | Liceo Francés          | 17                    |    |    |                     |                     |                     |  |  |                         |                         |                         |  |  |                   |                   |                   |
|  |                          |                        |                       |    |    |                     |                     |                     |  |  |                         |                         |                         |  |  |                   |                   |                   |
|  | Exento                   |                        |                       |    |    |                     |                     |                     |  |  |                         |                         |                         |  |  |                   |                   |                   |

| Campeón               |
| Futbol Club Barcelona |
| 1er título            |

## XIº Campeonato de España Cadete
Con 14 equipos clasificados, los campeones de Cataluña (Montjuïc) y Madrid (Olímpico) quedaban exentos de la ronda de octavos. El Cornellá sufrió para eliminar a los representantes del CAU Valencia y tampoco lo tuvo fácil el Tatami para pasar frente al Granada RC, pero el resto de favoritos pasaron de ronda sin problema. 

La eliminatoria más difícil parecía la de El Salvador contra el Olímpico, pero los madrileños, jugando en casa lograron imponerse a los Valladolid. sin embargo el subcampeón madrileño, el Arquitectura, fue derrotado por un sorprendente Gaztedi, que se impuso en Vitoria por 9-3. En la otra parte del cuadro, Cornellá y Tatami pasaron a semifinales eliminando al Kakarraldo de Plencia y a los de Montjuïc respectivamente.

Las semifinales a doble partido parecían favorables a los dos equipos más experimentados en estos torneos (Olímpico y Cornellá), pero los debutantes sorprendieron a ambos. Los valencianos del Tatami fueron superiores a los catalanes en ambos partidos. Los vitorianos ganaron al Olímpico por 8-0 en la ida, y para la vuelta los campeones de Madrid esperaban remontar. Ganaron los de Pozuelo, pero solo por 12-8, con un ensayo de Gaztedi casi al final, que le valía su primera final. 

En la final una semana después, no dejaron pasar la victoria y el Gaztedi se impuso por 13-6 a los valencianos del Tatami. Un título muy merecido en el que habían dejado fuera a tres clubes muy fuertes, al campeón de Guipúzcoa, y al campeón y subcampeón de Madrid.

### Cuadro Competición
|  | Octavos de final            | Octavos de final            | Octavos de final     |    |    | Cuartos de final   | Cuartos de final   | Cuartos de final   |  |  | Semifinales             | Semifinales             | Semifinales             |  |  | Final             | Final             | Final             |
|  | 18 de marzo de 1984         | 18 de marzo de 1984         | 18 de marzo de 1984  |    |    | 1 de abril de 1984 | 1 de abril de 1984 | 1 de abril de 1984 |  |  | 8 y 29 de abril de 1984 | 8 y 29 de abril de 1984 | 8 y 29 de abril de 1984 |  |  | 6 de mayo de 1984 | 6 de mayo de 1984 | 6 de mayo de 1984 |
|  |                             |                             |                      |    |    |                    |                    |                    |  |  |                         |                         |                         |  |  |                   |                   |                   |
|  |                             |                             |                      |    |    |                    |                    |                    |  |  |                         |                         |                         |  |  |                   |                   |                   |
|  |                             |                             |                      |    |    |                    |                    |                    |  |  |                         |                         |                         |  |  |                   |                   |                   |
|  | Gaztedi Rugby Taldea        | 30                          |                      |    |    |                    |                    |                    |  |  |                         |                         |                         |  |  |                   |                   |                   |
|  | Gaztedi Rugby Taldea        | 30                          |                      |    |    |                    |                    |                    |  |  |                         |                         |                         |  |  |                   |                   |                   |
|  | Club Atlético San Sebastián | 0                           |                      |    |    |                    |                    |                    |  |  |                         |                         |                         |  |  |                   |                   |                   |
|  | Club Atlético San Sebastián | 0                           | Gaztedi Rugby Taldea | 9  |    |                    |                    |                    |  |  |                         |                         |                         |  |  |                   |                   |                   |
|  |                             |                             |                      |    |    |                    |                    |                    |  |  |                         |                         |                         |  |  |                   |                   |                   |
|  |                             | Club Deportivo Arquitectura | 3                    |    |    |                    |                    |                    |  |  |                         |                         |                         |  |  |                   |                   |                   |
|  | C.D. Arquitectura           | Club Deportivo Arquitectura | 3                    | 62 |    |                    |                    |                    |  |  |                         |                         |                         |  |  |                   |                   |                   |
|  | C.D. Arquitectura           |                             |                      |    |    |                    |                    |                    |  |  |                         |                         |                         |  |  |                   |                   |                   |
|  | CAR Portaceli               | 0                           |                      |    |    |                    |                    |                    |  |  |                         |                         |                         |  |  |                   |                   |                   |
|  | CAR Portaceli               | 0                           | Gaztedi Rugby Taldea | 8  | 8  |                    |                    |                    |  |  |                         |                         |                         |  |  |                   |                   |                   |
|  |                             |                             |                      |    | 8  |                    |                    |                    |  |  |                         |                         |                         |  |  |                   |                   |                   |
|  |                             | Olímpico Rugby Club         | 0                    | 12 |    |                    |                    |                    |  |  |                         |                         |                         |  |  |                   |                   |                   |
|  | Olímpico Rugby Club         | Olímpico Rugby Club         | 0                    | 12 |    |                    |                    |                    |  |  |                         |                         |                         |  |  |                   |                   |                   |
|  |                             |                             |                      |    |    |                    |                    |                    |  |  |                         |                         |                         |  |  |                   |                   |                   |
|  | Exento                      |                             |                      |    |    |                    |                    |                    |  |  |                         |                         |                         |  |  |                   |                   |                   |
|  | Olímpico Rugby Club         | 14                          |                      |    |    |                    |                    |                    |  |  |                         |                         |                         |  |  |                   |                   |                   |
|  | Olímpico Rugby Club         | 14                          |                      |    |    |                    |                    |                    |  |  |                         |                         |                         |  |  |                   |                   |                   |
|  |                             | Club de Rugby El Salvador   | 0                    |    |    |                    |                    |                    |  |  |                         |                         |                         |  |  |                   |                   |                   |
|  | Club de Rugby El Salvador   | Club de Rugby El Salvador   | 0                    | 20 |    |                    |                    |                    |  |  |                         |                         |                         |  |  |                   |                   |                   |
|  | Club de Rugby El Salvador   |                             |                      |    |    |                    |                    |                    |  |  |                         |                         |                         |  |  |                   |                   |                   |
|  | Económicas Oviedo           | 0                           |                      |    |    |                    |                    |                    |  |  |                         |                         |                         |  |  |                   |                   |                   |
|  | Económicas Oviedo           | 0                           | Gaztedi Rugby Taldea | 13 |    |                    |                    |                    |  |  |                         |                         |                         |  |  |                   |                   |                   |
|  |                             |                             |                      |    |    |                    |                    |                    |  |  |                         |                         |                         |  |  |                   |                   |                   |
|  |                             | Tatami Rugby Club           | 6                    |    |    |                    |                    |                    |  |  |                         |                         |                         |  |  |                   |                   |                   |
|  | Rugby Club Cornellà         | Tatami Rugby Club           | 6                    | 12 |    |                    |                    |                    |  |  |                         |                         |                         |  |  |                   |                   |                   |
|  | Rugby Club Cornellà         |                             |                      |    |    |                    |                    |                    |  |  |                         |                         |                         |  |  |                   |                   |                   |
|  | CAU Maristas Valencia       | 10                          |                      |    |    |                    |                    |                    |  |  |                         |                         |                         |  |  |                   |                   |                   |
|  | CAU Maristas Valencia       | 10                          | Rugby Club Cornellà  | 18 |    |                    |                    |                    |  |  |                         |                         |                         |  |  |                   |                   |                   |
|  |                             |                             |                      |    |    |                    |                    |                    |  |  |                         |                         |                         |  |  |                   |                   |                   |
|  |                             | Kakarraldo Rugby Taldea     | 4                    |    |    |                    |                    |                    |  |  |                         |                         |                         |  |  |                   |                   |                   |
|  | Kakarraldo Rugby Taldea     | Kakarraldo Rugby Taldea     | 4                    | 18 |    |                    |                    |                    |  |  |                         |                         |                         |  |  |                   |                   |                   |
|  | Kakarraldo Rugby Taldea     |                             |                      |    |    |                    |                    |                    |  |  |                         |                         |                         |  |  |                   |                   |                   |
|  | Seminario de Tarazona       | 6                           |                      |    |    |                    |                    |                    |  |  |                         |                         |                         |  |  |                   |                   |                   |
|  | Seminario de Tarazona       | 6                           | Rugby Club Cornellà  | 11 | 0  |                    |                    |                    |  |  |                         |                         |                         |  |  |                   |                   |                   |
|  |                             |                             |                      |    | 0  |                    |                    |                    |  |  |                         |                         |                         |  |  |                   |                   |                   |
|  |                             | Tatami Rugby Club           | 19                   | 7  |    |                    |                    |                    |  |  |                         |                         |                         |  |  |                   |                   |                   |
|  | Tatami Rugby Club           | Tatami Rugby Club           | 19                   | 7  | 10 |                    |                    |                    |  |  |                         |                         |                         |  |  |                   |                   |                   |
|  | Tatami Rugby Club           |                             |                      |    | 10 |                    |                    |                    |  |  |                         |                         |                         |  |  |                   |                   |                   |
|  | Granada Rugby Club          | 7                           |                      |    |    |                    |                    |                    |  |  |                         |                         |                         |  |  |                   |                   |                   |
|  | Granada Rugby Club          | 7                           | Tatami Rugby Club    | 22 |    |                    |                    |                    |  |  |                         |                         |                         |  |  |                   |                   |                   |
|  |                             |                             |                      |    |    |                    |                    |                    |  |  |                         |                         |                         |  |  |                   |                   |                   |
|  |                             | Club Natació Montjuïc       | 18                   |    |    |                    |                    |                    |  |  |                         |                         |                         |  |  |                   |                   |                   |
|  | Club Natació Montjuïc       | Club Natació Montjuïc       | 18                   |    |    |                    |                    |                    |  |  |                         |                         |                         |  |  |                   |                   |                   |
|  |                             |                             |                      |    |    |                    |                    |                    |  |  |                         |                         |                         |  |  |                   |                   |                   |
|  | Exento                      |                             |                      |    |    |                    |                    |                    |  |  |                         |                         |                         |  |  |                   |                   |                   |

| Campeón Gaztedi Rugby Taldea |
| 1er título                   |

## Campeonato de España de Selecciones Regionales
Se recupera en esta temporada un campeonato que había dejado de celebrarse desde la temporada 1980-81, pero con un sistema diferente. Seguirán participando selecciones senior, juveniles y cadetes, pero todas dentro del mismo torneo. En cada eliminatoria entre dos regionales, se disputará un partido de cada una de las tres categorías. Para pasar de ronda se debe ganar al menos en dos de ellas. No habrá por tanto campeones de cada categoría, sino un campeón único en un marcador global

| Fase Previa                          |                                                   |       |                      |  |
| 23 de octubre de 1983                |                                                   |       |                      |  |
|                                      | Asturias-Cantabria                                |       |                      |  |
| Senior                               | Asturias                                          | 43-8  | Cantabria            |  |
| Juvenil                              | Asturias                                          | 20-8  | Cantabria            |  |
| Asturias 2 - Cantabria 0             |                                                   |       |                      |  |
|                                      | Andalucía-Extremadura                             |       |                      |  |
| Senior                               | Andalucía                                         | 38-10 | Extremadura          |  |
| Andalucía 1 - Extremadura 0          |                                                   |       |                      |  |
|                                      |                                                   |       |                      |  |
| Cuartos de Final                     |                                                   |       |                      |  |
| 13 y 20 de noviembre de 1983         |                                                   |       |                      |  |
|                                      | Castilla y León-Madrid                            |       |                      |  |
| Senior                               | Castilla y León                                   | 0-43  | Madrid               |  |
| Juvenil                              | Castilla y León                                   | 14-4  | Madrid               |  |
| Cadete                               | Castilla y León                                   | 16-8  | Madrid               |  |
| Castilla y León 2 - Madrid 1         |                                                   |       |                      |  |
|                                      | Asturias-País Vasco                               |       |                      |  |
| Senior                               | Asturias                                          | 10-24 | País Vasco           |  |
| Juvenil                              | Asturias                                          | 17-19 | País Vasco           |  |
| Cadete                               | Asturias                                          | 0-38  | País Vasco           |  |
| Asturias 0 - País Vasco 3            |                                                   |       |                      |  |
|                                      | Comunidad Valenciana-Andalucía                    |       |                      |  |
| Senior                               | Comunidad Valenciana                              | 58-13 | Andalucía            |  |
| Juvenil                              | Comunidad Valenciana                              | 15-13 | Andalucía            |  |
| Cadete                               | Comunidad Valenciana                              | 11-0  | Andalucía            |  |
| Comunidad Valenciana 3 - Andalucía 0 |                                                   |       |                      |  |
|                                      | Cataluña-Aragón                                   |       |                      |  |
|                                      | Incomparecencia de Aragón en las tres categorías. |       |                      |  |
|                                      |                                                   |       |                      |  |
| Semifinales                          |                                                   |       |                      |  |
| 22 de enero de 1984                  |                                                   |       |                      |  |
|                                      | Cataluña-Comunidad Valenciana                     |       |                      |  |
| Senior                               | Cataluña                                          | 25-8  | Comunidad Valenciana |  |
| Juvenil                              | Cataluña                                          | 22-3  | Comunidad Valenciana |  |
| Cadete                               | Cataluña                                          | 22-0  | Comunidad Valenciana |  |
| Cataluña 3 - Comunidad Valenciana 0  |                                                   |       |                      |  |
|                                      | País Vasco-Castilla y León                        |       |                      |  |
| Senior                               | País Vasco                                        | 10-24 | Castilla y León      |  |
| Juvenil                              | País Vasco                                        | 17-19 | Castilla y León      |  |
| Cadete                               | País Vasco                                        | 0-38  | Castilla y León      |  |
| País Vasco 3 - Castilla y León 0     |                                                   |       |                      |  |
|                                      |                                                   |       |                      |  |
| Finales                              |                                                   |       |                      |  |
| 26 de febrero de 1984                |                                                   |       |                      |  |
|                                      | Cataluña-País Vasco                               |       |                      |  |
| Senior                               | Cataluña                                          | 22-24 | País Vasco           |  |
| Juvenil                              | Cataluña                                          | 22-13 | País Vasco           |  |
| Cadete                               | Cataluña                                          | 18-9  | País Vasco           |  |
| Cataluña 2 - País Vasco 1            |                                                   |       |                      |  |

| Campeón Federación de Cataluña |
| 1er título                     |

## Federaciones zona Norte
El rugby vasco continua en buena forma con crecimiento de licencias en todas las delegaciones, destacando Vizcaya que sobrepasa las 1.000, y se pone en cabeza como la federación vasca con más fichas. La formación de nuevos jugadores es además un gran aporte a la selección española. En 1984 fueron convocados 10 jugadores sénior, 7 juveniles y 8 cadetes vascos para los equipos nacionales.

También las expansión territorial del rugby en la zona es de destacar, con la creación de la nueva delegación de Navarra y la presencia de un club de rugby en La Rioja. Con esta 4 delegaciones en 1984 se ha creado una liga vasca en categoría senior y juvenil, además de las habituales ligas provinciales.
|                             | Fundación | Sede                              | Presidente                    | Clubs | En DH | En 1ª | En 2ª | Ligas               | Licencias |
| --------------------------- | --------- | --------------------------------- | ----------------------------- | ----- | ----- | ----- | ----- | ------------------- | --------- |
| Federación Alavesa de Rugby | 1977      | c/ Ramiro de Maeztu-4, Vitoria    | D. José Luis Monasterio Rubio | 10    | 0     | 1     | 0     | 1 sen, 1cad         | 261       |
| Federación de Guipúzcoa     | 1961      | c/ Prim-21, San Sebastián         | D. José Luis Peña Paricio     | 9     | 2     | 3     | 6     | 1 sen, 1 juv, 1 cad | 964       |
| Federación de Vizcaya       | 1948      | c/ José Mª Escuza-16, Bilbao      | D. Julio Apraiz Feliu         | 13    | 1     | 3     | 4     | 1 sen, 1 juv, 1 cad | 1.007     |
| Delegación Navarra de Rugby | 1957      | c/ Paulino Caballero,13. Pamplona | D. Pedro Asensio García       | 5     | 0     | 1     | 1     | 1 sen               | 199       |

| Vizcaya 2ª División | Vizcaya 2ª División        |
| ------------------- | -------------------------- |
| 1º                  | Sarriko Rugby Taldea       |
| 2º                  | Gernika Rugby Taldea B     |
| 3º                  | Bilbao Rugby Club B        |
| 4º                  | Kakarraldo Rugby Taldea B  |
| 5º                  | Basauriko Rugby Taldea     |
| 6º                  | Baracaldo Rugby Club       |
| 7º                  | Bilbo Zaharra Rugby Taldea |

| Euzkadi Juvenil | Euzkadi Juvenil             | Guipúzcoa Juvenil | Guipúzcoa Juvenil           | Vizcaya Juvenil | Vizcaya Juvenil         | Guipúzcoa Cadete A | Guipúzcoa Cadete A          | Vizcaya Cadete | Vizcaya Cadete          | Álava Cadete | Álava Cadete         |
| --------------- | --------------------------- | ----------------- | --------------------------- | --------------- | ----------------------- | ------------------ | --------------------------- | -------------- | ----------------------- | ------------ | -------------------- |
| 1º              | Getxo Rugby Taldea          | 1º                | Hernani Club de Rugby       | 1º              | Getxo Rugby Taldea B    | 1º                 | Club Atlético San Sebastián | 1º             | Kakarraldo Rugby Taldea | 1º           | Gaztedi Rugby Taldea |
| 2º              | Hernani Club de Rugby       | 2º                | Ordizia Rugby Elkartea      | 2º              | Gernika Rugby Taldea    | 2º                 | Hernani Club de Rugby       | 2º             | Gernika Rugby Taldea    | 2º           | San Viator Rugby     |
| 3º              | Ordizia Rugby Elkartea      | 3º                | Club Atlético San Sebastián | 3º              | Elorrio Rugby Taldea    | 3º                 | Rugby Club Irún             | 3º             | Getxo Rugby Taldea      | 3º           | CD San Martín        |
| 4º              | Club Atlético San Sebastián | 4º                | Rugby Club Irún             | 4º              | Otxarkoaga Rugby Taldea | 4º                 | Ordizia Rugby Elkartea      | 4º             | Universitario Bilbao    | 4º           | Corazonistas Vitoria |
| 5º              | Kakarraldo Rugby Taldea     | 5º                | Club Deportivo Fortuna      | 5º              | Sarriko Rugby Taldea    | 5º                 | Club Deportivo Zarautz      |                |                         |              |                      |
| 6º              | Gaztedi Rugby Taldea        |                   |                             | 6º              | Basauriko Rugby Taldea  |                    |                             |                |                         |              |                      |
| 7º              | Universitario Bilbao        |                   |                             |                 |                         |                    |                             |                |                         |              |                      |
| 8º              | Hilarión Eslava Burlada     |                   |                             |                 |                         |                    |                             |                |                         |              |                      |

## Federaciones zona Levante
Un buen año para el rugby catalán, con un crecimiento apreciables en el número de licencias, con la aparición de una liga femenina, y con la obtención del título de División de Honor por la histórica U.E. Santboiana. Las ligas senior tienen hasta 3 categorías (las dos primeras correspondientes a los torneos de clasificación). 

Cataluña aporta gran cantidad de jugadores internacionales, sobre todo en la categoría juvenil, con 17 internacionales, además de 8 sénior y 6 cadetes.

Hasta con 14 instalaciones deportivas cuentan los equipos de la región, muchas de ellas en uso exclusivo para los clubs, además de los habituales campos universitarios o municipales como la Fuxarda. Destaca también el nuevo complejo Casanovas de 2 campos en Viladecans, promocionado por la propia federación catalana.

Valencia con la nueva estructura federativa consolida la actividad rugbistica, creciendo el número de equipos implicados, creando varios torneos para equipos infantiles y apareciendo incluso el equipo femenino de Les Abelles, que consiguió celebrar 4 partidos amistosos en la temporada. Hasta 10 jugadores valencianos sénior fueron convocados para la selección española, así como5 juveniles y 4 cadetes.
|                                | Fundación | Sede                                           | Presidente                      | Clubs | En DH | En 1ª | En 2ª | Ligas                      | Licencias       |
| ------------------------------ | --------- | ---------------------------------------------- | ------------------------------- | ----- | ----- | ----- | ----- | -------------------------- | --------------- |
| Federación Catalana            | 1922      | c/ Infanta Carlota Joaquina, 40 Barcelona      | D. José Azuara González         | 22    | 3     | 6     | 9     | 3 sen, 1 juv, 2 cad, 1 fem | 2.270 (145 fem) |
| Federación de la C. Valenciana | 1982      | c/ Lauria, 18. Valencia                        | D. Luis Sebastián Caballero     | 24    | 2     | 2     | 10    | 1 sen, 1 juv, 2 cad        | 1.658           |
| Delegación de Valencia         | 1931      | c/ Lauria, 18. Valencia                        | D. Francisco López Pedralva     | 15    | 2     | 2     | 6     | 1 sen, 1 juv, 1 cad        | 1.227 (12 fem)  |
| Delegación de Alicante         | 1973      | Avda. Padre Vendrell,1. Alicante               | D. Francisco Javier Muñoz Arias | 8     | 0     | 0     | 3     | 1 sen, 1 juv, 1 cad        | 399             |
| Delegación de Castellón        | 1982      | Grupo 14 Junio Bloque H. Castellón de la Plana | D. Vicente Badenes Ramos        | 1     | 0     | 0     | 1     | 1 juv                      | 32              |
| Delegación de Baleares         | 1982      | Avda. de España,1. Ibiza                       | D. Antonio Vadell               | 3     | 0     | 0     | 0     | -                          | 24              |
| Federación de Zaragoza         | 1952      | c/ Casa Jiménez-10, Zaragoza                   | D. Miguel Ángel Tobajas Homs    | 9     | 0     | 0     | 9     | 1 juv                      | 581             |

| 1ª Regional   | 1ª Regional                | 2ª Regional | 2ª Regional         | 3ª Regional | 3ª Regional      | Femenino | Femenino              | Juvenil | Juvenil           | Cadete | Cadete            |
| ------------- | -------------------------- | ----------- | ------------------- | ----------- | ---------------- | -------- | --------------------- | ------- | ----------------- | ------ | ----------------- |
| 1º            | Unió Esportiva Santboiana  | 1º          | U.E. Bellvitge      | 1º          | R.C. Cornellà B  | 1º       | C.E. INEF Barcelona   | 1º      | F.C. Barcelona    | 1º     | C.N. Montjuïc     |
| 2º            | Futbol Club Barcelona      | 2º          | U.E. Santboiana B   | 2º          | B.U.C. B         | 2º       | U.E. Santboiana       | 2º      | C.N. Barcelona    | 2º     | R.C. Cornellà     |
| 3º            | Rugby Club Cornellà        | 3º          | Bonanova R.C.       | 3º          | Reus Deportivo   | 3º       | C.D. Puig Castellar   | 3º      | B.U.C.            | 3º     | U.E. Santboiana   |
| 4º            | Club Natació Barcelona     | 4.º         | VPC Rugby Andorra   | 4.º         | C.N. Poble Nou B | 4.º      | CD Institut Maragall  | 4.º     | R.C. Cornellà     | 4.º    | R.C.D. Español    |
| 5.º           | Club Natació Montjuïc      | 5.º         | G.E.i.E.G.-Gerona   | 5.º         | C.N. Montjuïc B  | 5.º      | C.N. Poble Nou        | 5.º     | C.E. Universitari | 5.º    | C.N. Barcelona    |
| 6.º           | Barcelona Univ. Club (BUC) | 6.º         | C.N. Poble Nou      | 6.º         | S.D. Maquinista  | 6.º      | C.R. Torelló-Cornellá | 6.º     | C.N. Montjuïc     | 6.º    | F.C. Barcelona    |
| 7.º           | Club Esportiu Universitari | 7.º         | F.C. Barcelona      | 7º          | R.C. Badalona    |          |                       | 7º      | U.E. Santboiana   | 7º     | U.E. Bellvitge    |
| Copa Cataluña | Copa Cataluña              | 8º          | C.N. Barcelona B    |             |                  |          |                       | 8º      | U.E. Bellvitge    | 8º     | B.U.C.            |
| 1º            | Unió Esportiva Santboiana  | 9º          | R.C.D. Español      |             |                  |          |                       | 9º      | R.C.D. Español    | 9º     | C.E. Universitari |
| 2º            | Rugby Club Cornellà        | 10º         | C.R.A. Cassá        |             |                  |          |                       | 10º     | Bonanova R.C.     | 10º    | VPC Rugby Andorra |
| 3º            | Futbol Club Barcelona      | 11º         | C.E. Universitari B |             |                  |          |                       | 11º     | VPC Rugby Andorra | 11º    | G.E.i.E.G.-Gerona |
| 4º            | Club Natació Barcelona     |             |                     |             |                  |          |                       |         |                   | 12º    | C.N. Poble Nou    |

| Comunidad Valenciana | Comunidad Valenciana      | Valencia Senior | Valencia Senior       | Alicante Senior | Alicante Senior           | Valencia Juvenil | Valencia Juvenil       | Alicante Juvenil | Alicante Juvenil    | Valencia Cadete | Valencia Cadete        |
| -------------------- | ------------------------- | --------------- | --------------------- | --------------- | ------------------------- | ---------------- | ---------------------- | ---------------- | ------------------- | --------------- | ---------------------- |
| 1º'                  | CEU Alicante              | 1º              | C.P. Les Abelles B    | 1º              | Orihuela Rugby Club       | 1º'              | San Roque Rugby Club   | 1º               | CEU Alicante        | 1º              | Tatami Rugby Club      |
| 2º                   | La Safor Rugby Club       | 2º              | CAU Rugby Valencia B  | 2º              | Elche Rugby Club          | 2º               | CAU Rugby Valencia     | 2º               | Ures-78             | 2º              | Maristas-CAU           |
| 3º                   | La Villajoyosa Rugby Club | 3º              | Tatami Rugby Club B   | 3º              | Ures-78                   | 3º               | Les Abelles Rugby Club | 3º               | Murcia Rugby Club   | 3º              | San Roque Rugby Club   |
| 4º                   | Tatami Rugby Club         | 4º              | La Safor Rugby Club   | 4º              | CEU Alicante              | 4º               | Valencia Rugby Club    | 4º               | Orihuela Rugby Club | 4º              | Les Abelles Rugby Club |
| 5º                   | Elche Rugby Club          | 5º              | Valencia Rugby Club B | 5º              | Murcia Rugby Club         | 5º               | Tatami Rugby Club      | 5º               | E.M. San Vicente    | 5º              | Burjasot Rugby Club    |
|                      |                           | 6º              | Castelló Rugby Club   | 6º              | La Villajoyosa Rugby Club | 6º               | U.E.R. Moncada         |                  |                     | 6º              | Valencia Rugby Club    |
|                      |                           |                 |                       |                 |                           |                  |                        |                  |                     | 7º              | U.E.R. Moncada         |

## Federaciones zona Centro-Sur
En Madrid el rugby está bien consolidado a pesar de la falta de instalaciones, sin embargo la mayoría de los clubes van teniendo equipos B, juveniles y cadetes, e incluso muchos ya consolidan equipos infantiles. A las jugadoras pioneras de Arquitectura que en la temporada anterior habían hecho un primer equipo femenino con 13 licencias se les une otros tres clubes (CEU, Getafe y Olímpico) y las FRM puede organizar el primer torneo femenino de Madrid. Un modesto comienzo, con 63 licencias pero que empieza a fructificar y se ve la posibilidad futura de un campeonato nacional, ya que en Cataluña el rugby femenino también está creciendo.

El rugby madrileños sigue siendo la base del equipo nacional, hasta 51 jugadores senior fueron preseleccionados en 1984 de 11 equipos diferentes, con notable presencia de jugadores de Arquitectura (16). Igualmente en juveniles fueron convocados 24 madrileños de siete clubes destacando los 8 del Olímpico. En cadetes 14 jugadores de 4 clubes, siendo Arquitectura y Olímpico los que más aportan, 5 cada club.

En Andalucía se ha creado en 1983 la federación regional con sede en Sevilla y las antiguas federaciones de Sevilla y Granada se convierten en delegaciones provinciales. se intenta recuperar la pujanza del rugby andaluz, que durante los últimos años había ido disminuyendo su actividad, demasiado dependiente de los equipos universitarios, los clubes andaluces no conseguían tener estructuras similares a los de Madrid, Cataluña, Valencia o País Vasco. Varios clubes de granada han desaparecido este año (Hípica y el Chana fusionados en el Granada RC), aunque en la parte positiva se ve la aparición de nuevos clubes en Cádiz, Huelva y Málaga. 
|                                    | Fundación | Sede                         | Presidente                       | Clubs | En DH | En 1ª | En 2ª | Ligas                             | Licencias       |
| ---------------------------------- | --------- | ---------------------------- | -------------------------------- | ----- | ----- | ----- | ----- | --------------------------------- | --------------- |
| Federación Rugby Madrid            | 1923      | c/ Rafaela Ybarra s/n Madrid | D. Domingo Fernández Calleja     | 2     | 2     | 6     | 8     | 2 sen, 1 juv, 2 cad, 1 inf, 1 fem | 2.016 (63 fem.) |
| Federación Andaluza de Rugby       | 1983      | c/ Benidorm, 5. Sevilla      | D. Antonio Mejias Solís          | 16    | 0     | 2     | 8     | 2 sen, 2 juv, 2 cad               | 1.309           |
| Delegación de Sevilla              | 1951      | c/ Benidorm, 5. Sevilla      | D. José Castro Buján             | 11    | 0     | 1     | 6     | 1 sen, 1 juv, 1 cad               | 805 (1 fem)     |
| Delegación de Granada              | 1966      | Av. de Madrid, 5. Granada    | D. Manuel Fernández Ramos        | 5     | 0     | 1     | 2     | 1 sen, 1 juv, 1 cad               | 504             |
| Federación Regional de Extremadura | 1981      | Avd. de Elvas, s/n Badajoz   | D. José Antonio Fuentes Paniagua | 4     | 0     | 0     | 3     | 1 sen, 1 juv                      | 117             |

| Madrid Juvenil | Madrid Juvenil               | Madrid Cadete | Madrid Cadete                | Femenino | Femenino                     | Torneos Senior | Torneos Senior              | Torneos Juv-Cad        | Torneos Juv-Cad              |
| -------------- | ---------------------------- | ------------- | ---------------------------- | -------- | ---------------------------- | -------------- | --------------------------- | ---------------------- | ---------------------------- |
| 1º             | Club de Rugby Liceo Francés  | 1º            | Olímpico Rugby Club          | 1º       | Club Español Urogallos (CEU) | Copa de Madrid | Copa de Madrid              | Copa de Madrid Juvenil | Copa de Madrid Juvenil       |
| 2º             | Olímpico Rugby Club          | 2º            | Club Deportivo Arquitectura  | 2º       | Club Deportivo Arquitectura  | 1º             | Olímpico Rugby Club         | 1º                     | Olímpico Rugby Club          |
| 3º             | Club Deportivo Arquitectura  | 3º            | C.R. Filoamorós              | 3º       | P.D.M. Getafe                | 2º             | C.R. Filoamorós             | 3º                     | Club Deportivo Arquitectura  |
| 4º             | Canoe Natación Club          | 4º            | Club Español Urogallos (CEU) | 4º       | Olímpico Rugby Club          | Semi           | Club Deportivo Arquitectura | Semi                   | Club Español Urogallos (CEU) |
| 5º             | Club de Rugby Karmen         | 5º            | Club de Rugby Liceo Francés  |          |                              | Semi           | CAU Madrid Rugby Club       | Semi                   | Club de Rugby Liceo Francés  |
| 6º             | Teca Rugby Club              | 6º            | Canoe Natación Club          |          |                              |                |                             |                        |                              |
| 7º             | Club Español Urogallos (CEU) | 7º            | Teca Rugby Club              |          |                              |                |                             | Copa de Madrid Cadete  | Copa de Madrid Cadete        |
| 8º             | Club Deportivo Acantos       | 8º            | CAU Madrid Rugby Club        |          |                              |                |                             | 1º                     | Club Deportivo Arquitectura  |
| 9º             | CAU Madrid Rugby Club        | 9º            | Club Deportivo Acantos       |          |                              |                |                             | 2º                     | C.R. Filoamorós              |
| 10º            | C.R. Filoamorós              | 10º           | AD Ingenieros Industriales   |          |                              |                |                             | Semi                   | Club Español Urogallos (CEU) |
| 11º            | AD Ingenieros Industriales   |               |                              |          |                              |                |                             | Semi                   | Club de Rugby Liceo Francés  |

| Sevilla Senior | Sevilla Senior                   | Sevilla Juvenil | Sevilla Juvenil                  | Granada Senior | Granada Senior                | Granada Juvenil | Granada Juvenil               |
| -------------- | -------------------------------- | --------------- | -------------------------------- | -------------- | ----------------------------- | --------------- | ----------------------------- |
| 1º             | Club de Rugby Divina Pastora     | 1º              | C.A.R. Portaceli                 | 1º             | CD Universitario de Granada A | 1º              | CD Universitario de Granada A |
| 2º             | Sevilla Club de Fútbol           | 2º              | Club de Rugby Atlético Portuense | 2º             | Universitario de Córdoba      | 2º              | CD Universitario de Granada B |
| 3º             | Club de Rugby Ciencias           | 3º              | Aljarafe Rugby                   | 3º             | Granada Club de Rugby         | 3º              | Derecho Málaga                |
| 4º             | Medicina Sevilla                 | 4º              | Club de Rugby Divina Pastora     | 4º             | CD Universitario de Granada B | 4º              | Universitario de Córdoba      |
| 5º             | C.A.R. Portaceli                 | 5º              | Club de Rugby Ciencias           | 5º             | Derecho Málaga                |                 |                               |
| 6º             | Club de Rugby Atlético Portuense | 6º              | Medicina Sevilla                 |                |                               |                 |                               |
| 7º             | Atalaya Huelva                   | 7º              | Sevilla Club de Fútbol           |                |                               |                 |                               |
| 8º             | Medicina Cádiz                   |                 |                                  |                |                               |                 |                               |

## Federaciones zona Noroeste
A pesar de la creación de una nueva federación en Galicia, el rugby de la zona noroeste se encuentra con cierto estancamiento. Aunque la FRCyL consiguió organizar un campeonato regional, el rugby castellano sufre de unos núcleos dispersos y la necesidad de continuos desplazamientos. Sin embargo el ascenso del CDU-Valladolid a División de Honor demuestra, que al menos en la ciudad del Pisuerga, el rugby sigue siendo un deporte popular. León ha sufrido la pérdida de varias entidades, y en 1984 solo el León RC sigue funcionando. Las ciudades castellanas, de tamaño medio, parece que solo son capaces de apoyar a un club por localidad (en las capitales) y el desarrollo del rugby en el espacio rural es muy escaso. 

Asturias experimenta en 1984 una cierta recuperación, especialmente en Gijón (3 clubes) y Oviedo (2 clubes), con presencia de clubes con cantera para asegurar el rugby del principado. También en Cantabria se intenta consolidar la cantera y cuatro equipos de Santander (Independiente, Cantabria, Estudiantes y Universitario) dan a la ciudad un importante ambiente de rugby. Además se va extendiendo a otras localidades como Torrelavega y Reinosa.
Por fin y tras varios intentos en años anteriores el rugby federado gallego comienza su andadura, hasta la fecha muy limitado al rugby universitario. El equipo de la universidad de Santiago puede ser el que tire del resto. La región, con ciudades importantes como La Coruña y Vigo, y con un clima perfecto para la práctica del rugby, puede tener en un futuro un importante desarrollo.
|                                        | Fundación | Sede                                    | Presidente                     | Clubs | En DH | En 1ª | En 2ª | Ligas                      | Licencias |
| -------------------------------------- | --------- | --------------------------------------- | ------------------------------ | ----- | ----- | ----- | ----- | -------------------------- | --------- |
| Federación Regional de Castilla y León | 1982      | c/ Dos de Mayo,4. Valladolid            | D. Pedro Martín Astruga        | 9     | 0     | 4     | 0     | 1 sen, 1 juv, 2 cad, 1 inf | 791       |
| Federación Provincial de Valladolid    | 1958      | c/ Dos de Mayo,4. Valladolid            | D. Pedro Martínez Villalva     | 6     | 0     | 4     | 0     | -                          | 538       |
| Delegación Provincial de León          | 1944      | Paseo de la Facultad,3. León            | D. Oscar Garcia Luna           | 2     | 0     | 0     | 1     | -                          | 98        |
| Delegación Provincial de Salamanca     | 1982      | c/ Valencia,22. Salamanca               | D. Francisco Livianos González | 1     | 0     | 0     | 1     | -                          | 53        |
| Delegación Burgalesa de Rugby          | 1978      | c/ San Juan, 22 Burgos                  | D. Ignacio Laglera Cabrera     | 1     | 0     | 0     | 1     | -                          | 68        |
| Delegación Provincial de Zamora        | 1982      | Avd. de Requejo,4. Zamora               | D. Manuel Salvador Montero     | 1     | 0     | 0     | 1     | -                          | 34        |
| Federación Provincial de Asturias      | 1964      | c/ Dindurra-20, Casa del Deporte, Gijón | D. Eduardo Díaz Fernández      | 8     | 0     | 2     | 3     | 1 sen, 1 juv, 1 cad        | 476       |
| Federación Cántabra de Rugby           | 1941      | c/ San Fernando-48, Santander           | D. Teófilo Marlasca Amigo      | 6     | 0     | 2     | 5     | 1 sen, 1 juv               | 308       |
| Federación Regional de Galicia         | 1983      | c/ Riego del Agua-9, La Coruña          | D. Maximino Casares Ozores     | 6     | 0     | 0     | 6     | 1 sen                      | 192       |

| Castilla y León | Castilla y León           | Asturias | Asturias                      | Cantabria | Cantabria                      |
| --------------- | ------------------------- | -------- | ----------------------------- | --------- | ------------------------------ |
| Senior          | Senior                    | Senior   | Senior                        | Juvenil   | Juvenil                        |
| 1º              | CDU Valladolid            | 1º       | Real Sporting de Gijón        | 1º        | Universitario Rugby Club       |
| 2º              | CDU Salamanca             | 2º       | Pipol's Rugby Club Gijón      | 2º        | Independiente Rugby Club       |
| 3º              | Club Deportivo San José   | 3º       | Económicas de Oviedo          | 3º        | Estudiantes Rugby Club         |
| 4º              | Club de Rugby El Salvador | 4º       | Lauro Club de Rugby Gijón     | 4º        | Independiente Rugby Club B     |
| 5º              | Club Deportivo Lourdes    | 5º       | Oviedo Club de Rugby          | 5º        | Sociedad Deportiva Torrelavega |
| 6º              | Diego Porcelos Burgos     | 6º       | Asociación Atlética Avilesina | 6º        | Cantabria Rugby Club           |
| 7º              | León Rugby Club           |          |                               | 7º        | Reinosa Rugby Club             |
| 8º              | CDU Salamanca             |          |                               |           |                                |
| Juvenil         | Juvenil                   | Juvenil  | Juvenil                       | Juvenil   | Juvenil                        |
| 1º              | Club Deportivo Lourdes    | 1º       | Lauro Club de Rugby           | 1º        | Independiente Rugby Club       |
| 2º              | Club de Rugby El Salvador | 2º       | Real Sporting de Gijón        | 2º        | Universitario Rugby Club       |
| 3º              | San Agustín (CDU)         | 3º       | Asociación Atlética Avilesina | 3º        | Sociedad Deportiva Torrelavega |
| 4º              | Club Deportivo San José   | 4º       | Económicas de Oviedo          | 4º        | Estudiantes Rugby Club         |
| 5º              | Club de Rugby Rondilla    | 5º       | CAU Oviedo                    | 5º        | Reinosa Rugby Club             |
| 6ª              | Diego Porcelos Burgos     |          |                               |           |                                |
| 7ª              | León Rugby Club           |          |                               |           |                                |
| Cadete          | Cadete                    | Cadete   | Cadete                        |           |                                |
| 1º              | Club Rugby El Salvador A  | 1º       | Económicas de Oviedo          |           |                                |
| 2º              | Club Deportivo Lourdes    | 2º       | Fundación Revillagigedo       |           |                                |
| 3º              | San Agustín (CDU)         | 3º       | Lauro Club de Rugby           |           |                                |
| 4º              | Club Deportivo San José   | 4º       | Universidad Laboral de Gijón  |           |                                |
| 5º              | Club de Rugby Rondilla    | 5º       | Asociación Atlética Avilesina |           |                                |
| 6º              | Club Rugby El Salvador B  |          |                               |           |                                |

## Competiciones internacionales

### VIII Juegos Mediterráneos Casablanca 1983
En los Juegos Mediterráneos de 1983 en el evento de rugby los resultados de la delegación española fueron los siguientes:

Resultados
| Fecha        |           | Resultado |           |
| ------------ | --------- | --------- | --------- |
| 1.ª jornada. |           |           |           |
| 7-09-1983    | Francia   | 25-15     | Marruecos |
| 7-09-1983    | Italia    | 27-9      | Españaa   |
| 2.ª jornada. |           |           |           |
| 10-09-1983   | Marruecos | 9-15      | Italia    |
| 10-09-1983   | Españab   | 0-60      | Francia   |
| 3.ª jornada. |           |           |           |
| 13-09-1983   | Francia   | 28-12     | Italia    |
| 13-09-1983   | Marruecos | 10-3      | Españac   |

a 1.Antonio MACHUCA (Arquitectura), 2.Santiago SANTOS (Canoe), 3.Tomás PARDO (Valencia), 4.Javier CHOCARRO (Atlético SS), 5.Francisco MÉNDEZ (Cisneros), 6.Sergio LONGHNEY (FC Barcelona), 7.Javier AMUNARRIZ (Atlético SS), 8.Felipe BLANCO (Arquitectura), 9.Pablo Tomás GARCÍA (Canoe), 10.Menchi NÚÑEZ (Olímpico), 11.Jon AZKARGORTA (Getxo), 12.Manuel MORICHE (Arquitectura), 13.Fernando GARCÍA de la TORRE (Arquitectura), 14.Luisfer MARTÍN (Teca), 15.Gabriel RIVERO (Olímpico). 16. Ignacio SESE (Atlético SS) por 6

b 1.Antonio MACHUCA (Arquitectura), 2.Santiago SANTOS (Canoe), 3.Ramón NUCHE (Cisneros), 4.Javier CHOCARRO (Atlético SS), 5.Francisco MÉNDEZ (Cisneros), 6.Javier BAIGET (FC Barcelona), 7.Javier AMUNARRIZ (Atlético SS), 8.Felipe BLANCO (Arquitectura), 9.Pablo Tomás GARCÍA (Canoe), 10.Menchi NÚÑEZ (Olímpico), 11.Jon AZKARGORTA (Getxo), 12.Manuel MORICHE (Arquitectura), 13.José María SALAZAR (Arquitectura), 14.Gabriel RIVERO (Olímpico), 15.Isidro OLLER (Santboiana)

c 1.Antonio MACHUCA (Arquitectura), 2.Santiago SANTOS (Canoe), 3.Ramón NUCHE (Cisneros), 4.Javier CHOCARRO (Atlético SS), 5.Tomás PARDO (Valencia ), 6.Felipe BLANCO (Arquitectura), 7.Javier AMUNARRIZ (Atlético SS), 8.Francisco MÉNDEZ (Cisneros), 9.Enrique LOBO (FC Barcelona ), 10.Manuel MORICHE (Arquitectura), 11.Jon AZKARGORTA (Getxo), 12.Fernando GARCÍA de la TORRE (Arquitectura), 13.José María SALAZAR (Arquitectura), 14.Luisfer MARTÍN (Teca), 15.Gabriel RIVERO (Olímpico)

| Puesto            | Selección       |
| ----------------- | --------------- |
| Medalla de oro    | Francia (FRA)   |
| Medalla de plata  | Italia (ITA)    |
| Medalla de bronce | Marruecos (MAR) |
| 4º                | España (ESP)    |

## Trofeo Europeo F.I.R.A. (Senior 2ª División)
Con objetivo ascender a la primera división europea y el rival más fuerte era la Selección de Portugal. Se realizó un gran partido contra Países Bajos en Madrid, ganando por 25 puntos, muy importantes para el resultado final. El apertura del Olímpico, Luis Núñez Doval, marcó 14 de ellos.

El segundo encuentro, ya en marzo de 1984 en Lisboa, era el partido más importante del torneo. Se empezó ganando con dos golpes de castigo que transformó Núñez en el minuto 2 y en el 28. A partir de ese momento no se volvió a mover el marcador en un partido muy defensivo. Hasta el minuto 72, Portugal no consiguió acortar el resultado, 3-6. Faltaban dos minutos para finalizar el encuentro, cuando el apertura portugués Queimado lanzó un magnífico drop-goal que empataba el partido y dejaba abierta la lucha por el ascenso.

En los siguientes partidos de ambas selecciones se trataba de ganar por el máximo número de puntos. España no lo hizo demasiado bien en Valladolid contra Bélgica, a la que ganó por 12-3, aunque los portugueses lo tuvieron peor en Bruselas ganando solo por 3 puntos (9-12). España tenía la ventaja de jugar contra Dinamarca después de Portugal y saber los puntos necesarios para ganar el torneo. Los lusos ganaron con 37 puntos de diferencia en Copenhague (3-40), por lo que España necesitaba ganar por más de 23 puntos a los daneses para ser campeones, un objetivo asequible. 

Empezó el partido con un ensayo de Gaby Rivero en el minuto 4,  y respuesta del apertura danés en 7 con un golpe. A lo largo de la primera parte, España solo llegaba a marcar golpes, tres transformados por Nuñez. El ensayo de Felipe Blanco transformado por Menchi Núñez era respondido por el zaguero danés con un nuevo golpe que dejaba el resultado en el descanso de 6-21, es decir +15 puntos, a 8 del objetivo. Salió la selección española en tromba a la segunda parte y en 9 minutos, con dos ensayos de Sainz de la Cuesta y otro de Azkargorta, se ponía 6-37, con 31 puntos de ventaja. El resto del partido, a pesar de los esfuerzos daneses, fue para España controlar e ir aumentando el marcador hasta una diferencia de 40 puntos, que le convertía de nuevo en equipo de la 1ª división de la FIRA. 

### Resultados
| Ciudad     | Fecha      | Local        | Resultado | Visitante    |
| ---------- | ---------- | ------------ | --------- | ------------ |
| Arnhem     | 5-10-1983  | Países Bajos | 6-6       | Bélgica      |
| Hilversum  | 19-11-1983 | Países Bajos | 28-3      | Dinamarca    |
| Bruselas   | 10-12-1983 | Bélgica      | 30-9      | Dinamarca    |
| Madrid     | 25-2-1984  | Españaa      | 32-6      | Países Bajos |
| Lisboa     | 11-3-1984  | Portugal     | 6-6       | Españab      |
| Coímbra    | 24-3-1984  | Portugal     | 21-3      | Países Bajos |
| Valladolid | 24-3-1984  | Españac      | 12-3      | Bélgica      |
| Bruselas   | 5-4-1984   | Bélgica      | 9-12      | Portugal     |
| Copenhague | 8-4-1984   | Dinamarca    | 3-40      | Portugal     |
| Copenhague | 28-4-1984  | Dinamarca    | 13-53     | Españad      |

a 1.Machuca (Arquitectura), 2. Baeza (Arquitectura), 3.Pardo (Valencia), 4.Perea (CAU), 5.Álvarez Cienfuegos (CAU), 6.Blanco (Arquitectura), 7.Amunarriz (Atlético SS), 8.Longhney (FC Barcelona), 9.Díaz Paternain (Getxo), 10.Nuñez (Olímpico), 11.Sainz de la Cuesta (Arquitectura), 12. García de la Torre (Arquitectura), 13.Azkargorta (Getxo), 14.Torres (Santboiana), 15.Oller (Santboiana). Anotadores: Nuñez 14 pts. (2 ensayos, 3 transformaciones), Díaz Paternain 6 puntos (2 golpes de castigo), Álvarez Cienfuegos 4 pts (1 ensayo), Sainz de la Cuesta 4 pts (1 ensayo), Amunarriz 4 pts. (1 ensayo). Seleccionador: Ángel Luis Jiménez 

b 1.Machuca (Arquitectura), 2. Baeza (Arquitectura), 3.Pardo (Valencia), 4.Elizalde (Hernani), 5.Perea (CAU), 6.González Arbás (Valencia), 7.Longhney (FC Barcelona), 8.Fernández Castro (Arquitectura), 9.Lobo (FC Barcelona), 10.Nuñez (Olímpico), 11.Puertas (Canoe), 12. Oteo (CAU), 13.Torres (Santboiana), 14.Martín (Teca), 15.Azkargorta (Getxo), 16.Ardeo (Getxo) (por 6). Anotadores: Nuñez 6 pts. (2 golpes de castigo). Seleccionador: Ángel Luis Jiménez 

c 1.Machuca (Arquitectura), 2. Puigbert (Santboiana), 3.Nuche Cisneros), 4.Pardo (Valencia), 5.Perea (CAU), 6.Blanco (Arquitectura), 7.Amunarriz (Atlético SS), 8.Méndez (Cisneros), 9.Díaz Paternain (Getxo), 10.Lorenzo (Arquitectura), 11.Sainz dela Cuesta (Arquitectura), 12. Oteo (CAU), 13.Torres (Santboiana), 14.Martín (Teca), 15.Azkargorta (Getxo), 16.Nuñez (Olímpico) (por 10). Anotadores: Lorenzo 9 pts. (3 golpes de castigo) y Nuñez 3 pts. (1 golpe). Seleccionador: Ángel Luis Jiménez

d 1.Álv Ruiz de Temiño (San José), 2. Baeza (Arquitectura), 3.Alducín (Hernani), 4.Chocarro (Atlético SS), 5.Pardo (Valencia), 6.Blanco (Arquitectura), 7.Longhney (FC Barcelona), 8.Amunarriz (Atlético SS), 9.Díaz Paternain (Getxo), 10.Nuñez (Olímpico), 11.Rivero (Olímpico), 12. García de la Torre (Arquitectura), 13.Azkargorta (Getxo), 14.Sainz de la Cuesta (Arquitectura), 15.Oller (Santboiana), 16.Moreno de Alborán (Arquitectura) (por 14). Anotadores: Nuñez 21 pts. (3 golpes de castigo y 6 transformaciones), Sainz y Azkargorta 8 pts (2 ensayos), Rivero, Blanco, Oller y Moreno 4 pts. (1 ensayo). Seleccionador: Ángel Luis Jiménez

### Clasificación
| Lugar | Selección    | Partidos | Partidos | Partidos  | Partidos | Puntos  | Puntos    | Puntos | Tabla de puntos |
| Lugar | Selección    | Jugados  | Ganados  | Empatados | Perdidos | A favor | En contra | dif.   | Tabla de puntos |
| ----- | ------------ | -------- | -------- | --------- | -------- | ------- | --------- | ------ | --------------- |
| 1º    | España       | 4        | 3        | 1         | 0        | 103     | 28        | +75    | 11              |
| 2º    | Portugal     | 4        | 3        | 1         | 0        | 79      | 21        | +58    | 11              |
| 3º    | Bélgica      | 4        | 1        | 1         | 2        | 49      | 39        | +10    | 7               |
| 4º    | Países Bajos | 4        | 1        | 1         | 2        | 43      | 62        | -19    | 7               |
| 5º    | Dinamarca    | 4        | 0        | 0         | 4        | 28      | 152       | -124   | 4               |

| Bandera de España |
| Campeón España    |
| Tercer título     |

## XVI Torneo Internacional Junior de la FIRA. Copa de la Amistad (Varsovia)
| 1.ª jornada. 18 de abril de 1984 |       |                  |
| Francia                          | 27-12 | Alemania Federal |
| Italia                           | 17-3  | España           |
| 2.ª jornada. 20 de abril de 1984 |       |                  |
| Francia                          | 60-3  | España           |
| Italia                           | 15-4  | Alemania Federal |
| 3.ª jornada. 22 de abril de 1984 |       |                  |
| Francia                          | 13-18 | Italia           |
| España                           | 25-3  | Alemania Federal |

| Lugar | Selección | Partidos | Partidos | Partidos  | Partidos | Puntos  | Puntos    | Puntos | Tabla de puntos |
| Lugar | Selección | Jugados  | Ganados  | Empatados | Perdidos | A favor | En contra | dif.   | Tabla de puntos |
| ----- | --------- | -------- | -------- | --------- | -------- | ------- | --------- | ------ | --------------- |
| 1º    | Italia    | 3        | 3        | 0         | 0        | 50      | 20        | +20    | 9               |
| 2.º   | Francia   | 3        | 2        | 0         | 1        | 105     | 33        | +68    | 7               |
| 3.º   | España    | 3        | 1        | 0         | 2        | 31      | 80        | -49    | 5               |
| 4.º   | RFA       | 3        | 0        | 0         | 3        | 19      | 67        | -48    | 3               |

## VIII Copa Ibérica Senior y I Copa Ibérica Junior (sub-18)
Las federaciones de Portugal y España recuperaban este torneo que había dejado de jugarse desde la temporada 1970-71 pero con algunos cambios. En lugar de una final a cuatro, se haría en un solo partido. Y cambiaban los protagonistas, si en las copas anteriores los representantes de cada país eran los campeones y subcampeones de copa, a partir de este torneo lo harán los campeones de Liga. Se añadía además una segunda copa para los campeones nacionales juvenil/junior (sub-18).

Se jugaron ambos partidos el mismo día (10 de diciembre de 1983), con resultado adverso para ambos equipos locales. El campeón senior portugués ganó en Valencia al campeón español, mientras los juveniles de Arquitectura se impusieron en Lisboa a sus homólogos portugueses.

VIII Copa Ibérica Senior. Valencia, 10 de diciembre de 1983
|                     | Resultado |                                     |
| ------------------- | --------- | ----------------------------------- |
| Valencia Rugby Club | 3-13      | Club Deportivo Universitario Lisboa |

Campeón: Club Deportivo Universitario Lisboa (Primer Título)
I Copa Ibérica Junior. Lisboa, 10 de diciembre de 1983
|                        | Resultado |                             |
| ---------------------- | --------- | --------------------------- |
| Clube Rugby São Miguel | 13-18     | Club Deportivo Arquitectura |

Campeón: Club Deportivo Arquitectura (Primer Título)

## Partidos amistosos internacionales de la selección española
| Ciudad | Fecha      | Local                         | Resultado | Visitante         |
| --- | ---------- | ----------------------------- | --------- | ----------------- |
| Amistoso |            |                               |           |                   |
| Madrid | 3-9-1983   | España                        | 8-17      | Zimbabue          |
| 1.Baiget (FC Barcelona), 2.Santos (Canoe), 3.Pardo (Valencia), 4.Elizalde (Hernani), 5.Chocarro (Atlético SS), 6.Longhney (FC Barcelona), 7.Amunarriz (Atlético SS), 8.Sese (Atlético SS), 9.Lobo (FC Barcelona), 10.Núñez (Olímpico), 11.Azkargorta (Getxo), 12.Moriche (Arquitectura), 13.García de la Torre (Arquitectura), 14.Martín (Teca), 15.Rivero (Olímpico), 16.P.T. García (Canoe) por 9 y 17.Del Moral (Valencia) por 5. Seleccionador: Jesús Linares |            |                               |           |                   |
| Gira a Gales |            |                               |           |                   |
| Pontypridd | 17-10-1983 | Glamorgan County RFC          | 33-3      | Combinado español |
| 1.Moral (Lourdes), 2.Baeza (Arquitectura), 3.Uria (Sporting), 4.Perea (CAU), 5.Elizalde (Hernani), 6.Palacios (Acantos), 7.Ochoa (Valencia), 8.García Alcázar (Arquitectura), 9.Díaz Paternain (Getxo), 10.Núñez (Olímpico), 11.Sainz de la Cuesta (Arquitectura), 12.Torres (Santboiana), 13.Oteo (CAU), 14.Martín (Teca), 15.Encabo (Arquitectura), 16.Tejada (CAU) por 10. Seleccionador: Jesús Linares |            |                               |           |                   |
| Tredegar | 19-10-1983 | Tredegar RFC                  | 36-13     | Combinado español |
| 1.Álvarez Ruiz (San José), 2.Gómez del Álamo (CAU), 3.Uria (Sporting), 4.Perea (CAU), 5.Abascal (Ciencias), 6.Palacios (Acantos), 7.Glez. Arbás (Valencia), 8.Elizalde (Hernani), 9.Encabo (Arquitectura), 10.Tejada (CAU), 11.Torres (Santboiana), 12.Moreno (Arquitectura), 13.Tormo (Valencia), 14.Sainz de la Cuesta (Arquitectura), 15.Candau (El Salvador). Seleccionador: Jesús Linares |            |                               |           |                   |
| Llanelli | 19-10-1983 | Llanelli RFC                  | 33-3      | Combinado español |
| 1.Álvarez Ruiz (San José), 2.Baez (Arquitectura), 3.Uria (Sporting), 4.Elizalde (Hernani), 5.Perea (CAU), 6.Ochoa (Valencia), 7.Glez. Arbás (Valencia), 8.García Alcázar (Arquitectura), 9.Díaz Paternain (Getxo), 10.Núñez (Olímpico), 11.Sainz de la Cuesta (Arquitectura), 12.Oteo (CAU), 13.Tormo (Valencia), 14.Torres (Santboiana), 15.Encabo (Arquitectura). Seleccionador: Jesús Linares |            |                               |           |                   |
| Amistosos |            |                               |           |                   |
| Hagetmau | 21-1-1984  | Sport Athletique Hagetmautien | 18-11     | España            |
| 1.Álvarez Ruiz (San José), 2.Araña (Ordizia), 3.Nuche (Cisneros), 4.Méndez (Cisneros), 5.Elizalde (Hernani), 6.Mundina (Valencia), 7.García Alcázar (Arquitectura), 8.Blanco (Arquitectura), 9.Díaz Paternain (Getxo), 10.Núñez (Olímpico), 11.Sainz de la Cuesta (Arquitectura), 12.Oteo (CAU), 13.García de la Torre (Arquitectura), 14.Azkargorta (Getxo), 15.Puertas (Canoe). 16.Machuca (Arquitectura) por 1, 17.Baeza (Arquitectura) por 2, 18.Pardo (Valencia) por 4, 19. Tormo (Valencia) por 15, 20.J.Blanco (Eco.Oviedo) por 3, 21.Perea (CAU) por 5. Seleccionador: Jesús Linares |            |                               |           |                   |
| Sevilla | 20-5-1984  | España                        | 9-16      | Inglaterra sub-23 |
| 1.Álvarez Ruiz (San José), 2.Puigbert (Santboiana), 3.Pardo (Valencia), 4.Méndez (Cisneros), 5.Abascal (Ciencias), 6.Palacios (Arquitectura), 7.Blanco (Arquitectura), 8.Amunarriz (Atlético SS), 9.Díaz Paternain (Getxo), 10.Núñez (Olímpico), 11.Sainz de la Cuesta (Arquitectura), 12.García de la Torre (Arquitectura), 13.Azkargorta (Getxo), 14.Martín (Teca), 15.Puertas (Canoe). 16.Sese (Atlético SS) por 8, 17.Nuche (Cisneros) por 3. Seleccionador: Ángel Luis Jiménez |            |                               |           |                   |
| Gira por Zimbabue |            |                               |           |                   |
| Harare | 30-6-1984  | Mashonalandia                 | 17-14     | España            |
| 1.Álvarez Ruiz (San José), 2.Santos (Liceo), 3.Pardo (Valencia), 4.Abascal (Ciencias), 5.Méndez (Cisneros), 6.Palacios (Arquitectura), 7.Blanco (Arquitectura), 8.Elizalde (Hernani), 9.Díaz Paternain (Getxo), 10.Moreno (Arquitectura), 11.Tormo (Valencia), 12.García de la Torre (Arquitectura), 13.Azkargorta (Getxo), 14.Martín (Teca), 15.Puertas (Canoe). Seleccionador: Ángel Luis Jiménez |            |                               |           |                   |
| Bulawayo | 4-7-1984   | Matabelelandia                | 9-13      | España            |
| 1.Álvarez Ruiz (San José), 2.Baeza (Arquitectura), 3.Alducín (Hernani), 4.Méndez (Cisneros), 5.Abascal (Ciencias), 6.Mundina (Valencia), 7.Blanco (Arquitectura), 8.Sese (Atlético SS), 9.P.T. García (Liceo), 10.Moreno (Arquitectura), 11.Martín (Teca), 12.García de la Torre (Arquitectura), 13.Salazar (Atlético SS), 14.Puyuelo (CAU), 15.Azkargorta (Getxo), 16.Tormo(Valencia) por 11. Seleccionador: Ángel Luis Jiménez |            |                               |           |                   |
| Bulawayo | 4-7-1984   | Zimbabue                      | 22-13     | España            |
| 1.Álvarez Ruiz (San José), 2.Santos (Liceo), 3.Pardo (Valencia), 4.Méndez (Cisneros), 5.Abascal (Ciencias), 6.Palacios (Arquitectura), 7.Blanco (Arquitectura), 8.Sese (Atlético SS), 9.Díaz Paternain (Getxo), 10.Moreno (Arquitectura), 11.Tormo (Valencia), 12.García de la Torre (Arquitectura), 13.Azkargorta (Getxo), 14.Puyuelo (CAU), 15.Puertas (Canoe). Seleccionador: Ángel Luis Jiménez |            |                               |           |                   |
| Gweru | 11-7-1984  | Midlands                      | 4-17      | España            |
| 1.Álvarez Ruiz (San José), 2.Baeza (Arquitectura), 3.Alducín (Hernani), 4.Elizalde (Hernani), 5.Pardo (Valencia), 6.Blanco (Arquitectura), 7.Méndez (Cisneros), 8.Sese (Atlético SS), 9.P.T. García (Liceo), 10.Núñez (Olímpico), 11.Azkargorta (Getxo), 12.García de la Torre (Arquitectura), 13.Salazar (Atlético SS), 14.Tormo (Valencia), 15.Puertas (Canoe). Seleccionador: Ángel Luis Jiménez |            |                               |           |                   |
| Harare | 14-7-1984  | Zimbabue                      | 18-30     | España            |
| 1.Álvarez Ruiz (San José), 2.Santos (Liceo), 3.Pardo (Valencia), 4.Méndez (Cisneros), 5.Abascal (Ciencias), 6.Palacios (Arquitectura), 7.Blanco (Arquitectura), 8.Sese (Atlético SS), 9.Díaz Paternain (Getxo), 10.Núñez (Olímpico), 11.Tormo (Valencia), 12.García de la Torre (Arquitectura), 13.Moreno (Arquitectura), 14.Azkargorta (Getxo), 15.Puertas (Canoe). Seleccionador: Ángel Luis Jiménez |            |                               |           |                   |